# Królewskie Muzea Sztuk Pięknych w Brukseli

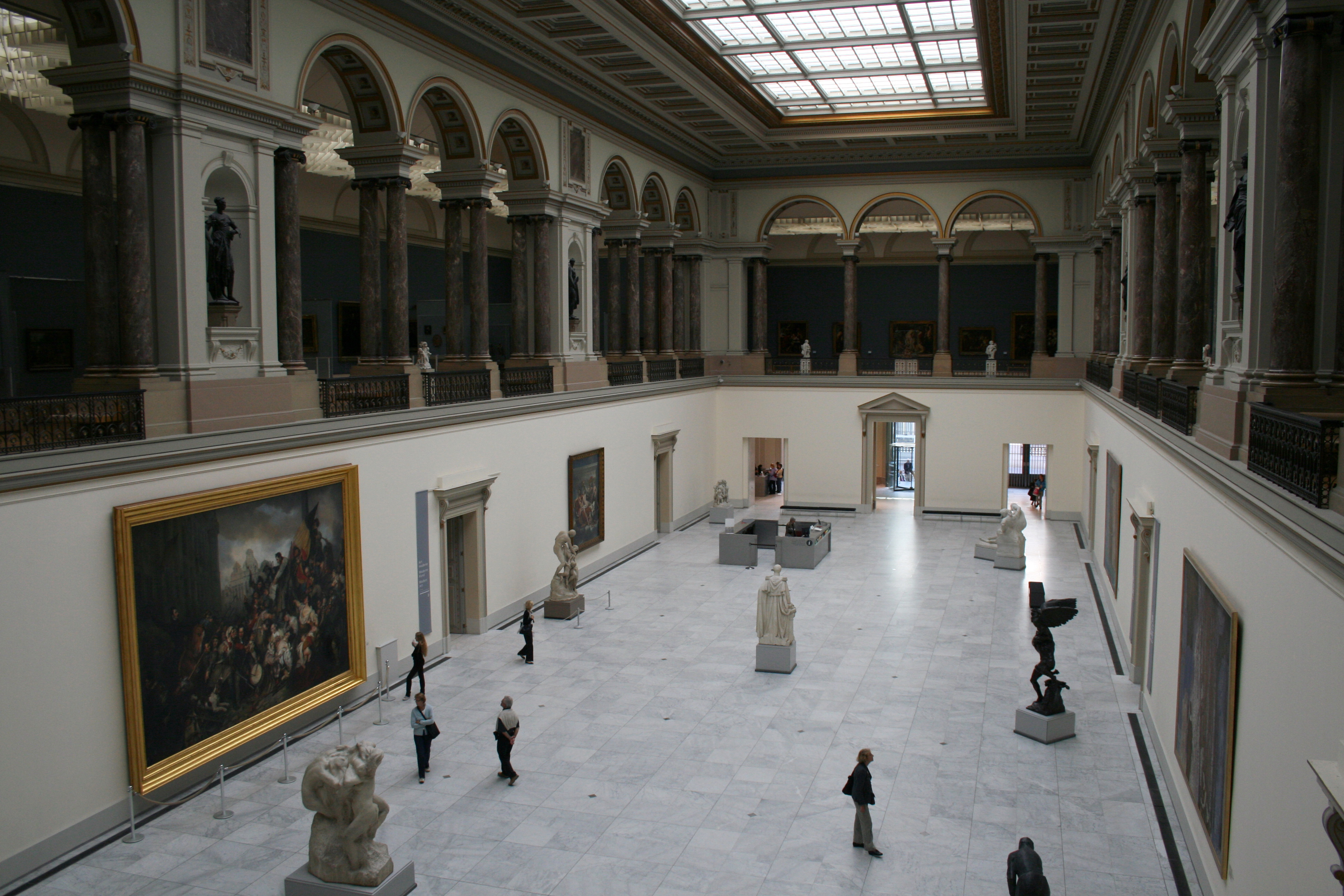
Hol główny muzeum

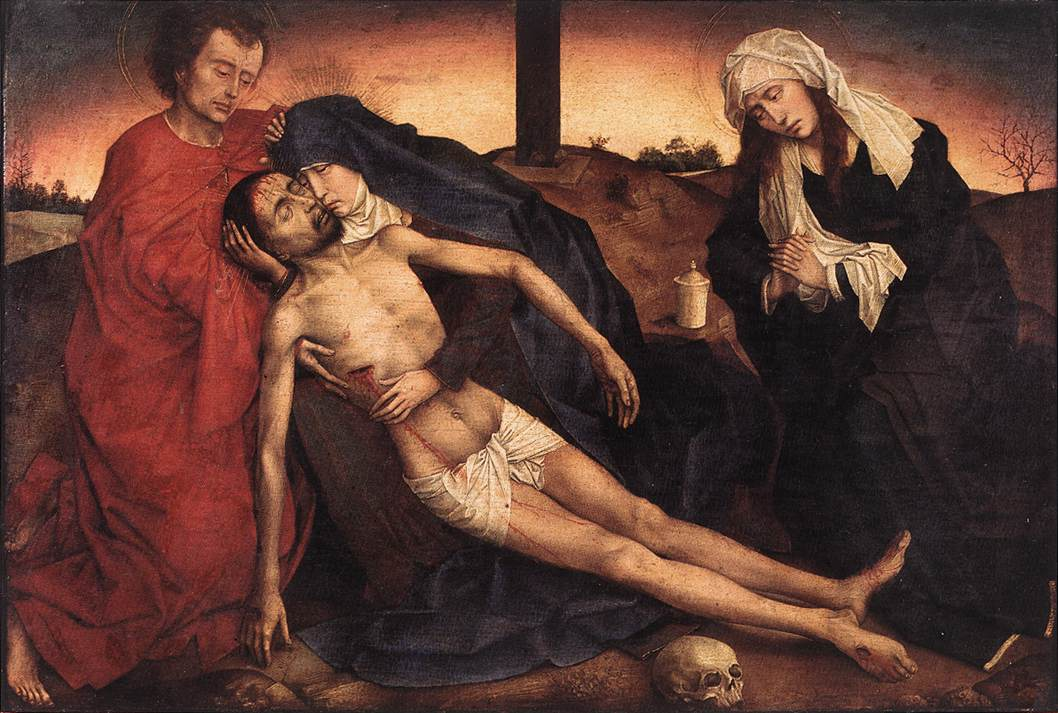
Rogier van der Weyden – Opłakiwanie

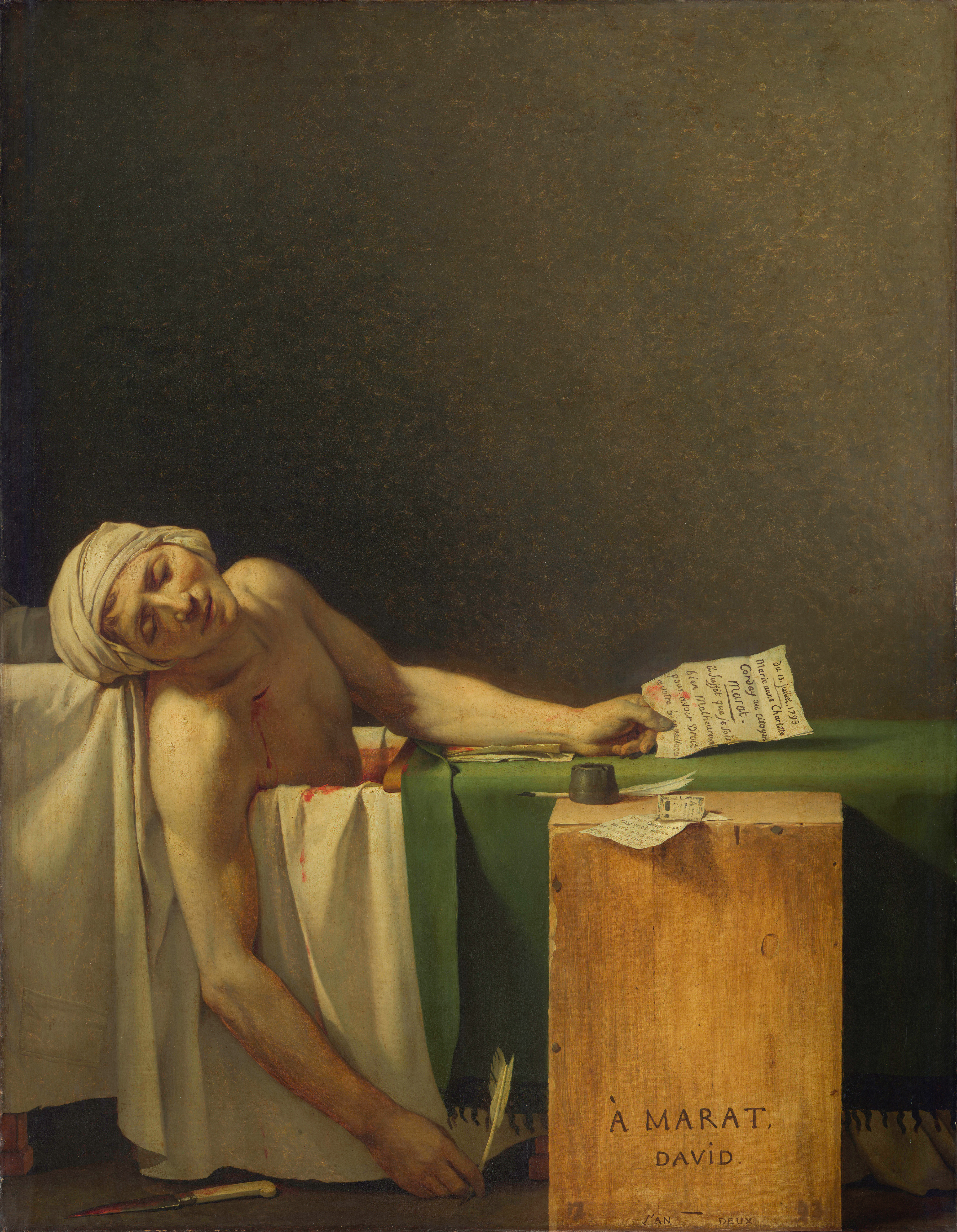
Jacques-Louis David – Śmierć Marata

Królewskie Muzea Sztuk Pięknych (fr. Musées royaux des beaux-arts de Belgique, nl. Koninklijke Musea voor Schone Kunsten van België) – kompleks czterech muzeów państwowych Królestwa Belgii, które przechowują dzieła sztuki dawnej i współczesnej (gł. malarstwa i rzeźby). Składa się z czterech działów, z których dwa (Muzeum Sztuki Dawnej i Muzeum Sztuki Nowoczesnej) znajdują się w obrębie dawnego pałacu królewskiego w centrum Brukseli, pozostałe dwa (Muzeum Antoine Wiertza i Muzeum Constantina Meuniera) mają swoje siedziby w dzielnicy stolicy Belgii – Elsene/Ixelles.

## Dzieje
Dzieje brukselskiego muzeum sięgają schyłku XVIII stulecia. W 1794 po wybuchu rewolucji francuskiej, która dosięgła także terenów Belgii, wchodzące w skład majątków belgijskiej arystokracji dzieła sztuki skonfiskowano i wywieziono do Paryża. Cztery lata później Guillaume Bosschaert odzyskał większość utraconych dzieł i zgromadził w dawnym pałacu Charlesa Lorraine w Brukseli. W 1801 pierwszy konsul Napoleona utworzył podległe Cesarstwu Francuskiemu Muzeum Brukseli, będące pierwociną obecnych zbiorów. Dwa lata później sporządzono pierwszy katalog dzieł i otworzono zbiory publiczności. W 1811 roku zbiory muzealne zostały przekazane nowemu właścicielami, władzom miasta Brukseli. Po przejęciu Brukseli przez Królestwo Niderlandów ówczesny władca Wilhelm I objął patronat nad zbiorami, ponadto powiększył zbiory sztuki i przeniósł siedzibę muzeum do dawnego budynku pałacu królewskiego. Po uzyskaniu niepodległości Belgii w 1835 roku król Leopold I wydał dekret nadający muzeum godność muzeum państwowego poświęconego sztuce Belgii. Państwo przejęło muzeum ostatecznie w 1842 roku. Trzy lata później utworzono oddział poświęcony współczesnej sztuce belgijskiej. W 1863 powstał kolejny katalog, zapisano w nim 361 dzieł.
XX wiek stał się dla muzeum stuleciem obfitym w liczne wydarzenia artystyczne. Powstały dwa działy, będące zrębem obecnej struktury muzeum, oddzielnie gromadzono zbiory sztuki dawnej i współczesnej. Wzrosła działalność wystawiennicza i wydawnicza instytucji, głównie za sprawą rozwoju XX-wiecznych kierunków awangardowych. W 1911 Guillaume Apollinaire urządził w Muzeum Sztuki Współczesnej pierwszą poza Francją wystawę dzieł kubizmu. W 1927 nadano muzeum obecną nazwę, ponadto wówczas miała miejsce wielka wystawa dzieł Vincenta van Gogh. Od 1952 roku muzeum stało się wydawcą magazynu naukowego "Bulletin". W latach 60. odbyły się dwie wielkie wystawy o charakterze retrospektywnym – w 1963 "Epoka Brueglów", a w 1965 "Epoka Rubensa". W 1957 powiększono muzeum, zbiory zgromadzono w 53 pomieszczeniach. W 1976 miała miejsce kolejna wielka wystawa – "Symbolizm w Europie". W 1984 architekt Robert Bastin wzniósł siedzibę Muzeum Sztuki Współczesnej obok głównego gmachu. W 1992 utworzono nową galerię rzeźby.

## Zbiory
Obecnie Królewskie Muzea Sztuk Pięknych składają się z czterech działów: Muzeum Sztuki Dawnej, Muzeum Sztuki Nowoczesnej, Muzeum Antoniego Wiertza, które stało się działem od 1863 r. oraz Muzeum Konstantyna Meuniera (od 1976).

### Muzeum Sztuki Dawnej
Muzeum Sztuki Dawnej zawiera dzieła około 1200 dzieł rzeźby i malarstwa XIV–XIX stulecia. Znajduje się tu przede wszystkim olbrzymi zasób sztuki Niderlandów, przede wszystkim sztuki flamandzkiej. Styl gotycki reprezentują przede wszystkim dzieła malarstwa niderlandzkiego z XV i początku XVI wieku. Wśród najstarszych dzieł wyróżniają się m.in. Zwiastowanie łączone z Roberta Campina, tzw. Tryptyk Sforzów, Opłakiwanie Chrystusa i dwa portrety Rogiera van der Weyden, dzieła Alberta i Dirka Boutsa, Petrusa Christusa, Gerarda David, Hugona van der Goes, ponadto dzieła Hansa Memlinga w tym Męczeństwo Świętego Sebastiana. Muzeum gromadzi cenny zbiór dzieł Quentina Massysa, artysty łączącego tradycję gotycką z włoskim renesansem. Są to m.in. Madonna z Dzieciątkiem, Ołtarz Świętej Anny z Lowanium. Ponadto dzieło Hieronima Boscha, Ukrzyżowanie, oraz wierna replika Kuszenia Świętego Antoniego (oryginalny obraz Boscha znajduje się w Lizbonie). Wysoką wartość artystyczną ma duży zbiór dzieł Pietera Bruegla Starszego i jego potomków, reprezentujący humanistyczną myśl północnego renesansu. W muzeum oglądać można m.in. Pokłon Trzech Króli, Spis ludności w Betlejem, Pejzaż z upadkiem Ikara i Upadek zbuntowanych aniołów.
Znaczną część kolekcji tworzą dzieła czołowych przedstawicieli barokowego malarstwa flamandzkiego, przede wszystkim Petera Paula Rubensa (Madonna z Dzieciątkiem, Niesienie krzyża, Męczeństwo Świętego Liwiusza, Męczeństwo Św. Urszuli, Portret Petrusa Pecquiusa, Cud Świętego Benedykta, Upadek Ikara, Upadek tytanów i Koronacja Marii), Jakoba Jordaensa (m.in. Król pije, Alegoria płodności, Satyr i chłop) oraz Antona van Dycka (Portret Jeana-Charlesa della Faille, Portret Franza Duquesnoy – autora Siusiającego chłopczyka, ponadto Rinaldo i Armida, Niesienie Krzyża).
W innej tematyce utrzymane są dzieła takie jak Polowanie na jelenia Fransa Snydersa, Pijący na wsi Adriaena Brouvera, Gracze w karty, Martwa natura, Davida Teniersa Młodszego, Martwa natura, Jana Davidsza de Heem. Dzieła te odzwierciedlają siłę zainteresowania problematyką ówczesnego społeczeństwa i ówczesną percepcję natury.
Obszerny dział został poświęcony malarstwu holenderskiemu, które w XVII wieku przeżywało swoje apogeum. Świadectwem tego są liczne i zróżnicowane od strony treściowej i formalnej obrazy wśród nich portrety – Troje dzieci, Portret Willema van Heythuysena pędzla Fransa Halsa, Portret Nicolaasa van Bambeeck Rembrandta, sceny rodzajowe – Retorycy – "In liefde vri Jana Steena, Uczta Gabriëla Metsu, pejzaże – m.in. Widok Haarlemersee’’ pędzla Jacoba Izaaksoona van Ruisdael, Widok Dodrechtu Jana van Goyen, Młyn wodny Meinderta Hobbemy i wiele innych.
Wśród nowożytnego malarstwa niemieckiego wyróżniają się dzieła Lucasa Cranacha starszego – Adam i Ewa, Wenus i Amor oraz Portret doktora Scheyringa. Malarstwo hiszpańskie reprezentuje Jusepe de Ribera (Apollo i Marsjasz, Święty Antoni), włoskie m.in. Carlo Crivelli, Giovanni Guercino, Jacopo Tintoretto, Giovanni Battista Tiepolo i inni.
Ponadto w zbiorach Muzeum Sztuki Dawnej umieszczono dzieła malarstwa i rzeźby wczesnoklasycystycznej, w tym dzieła Jacques’a-Louisa Davida ze Śmiercią Marata na czele.

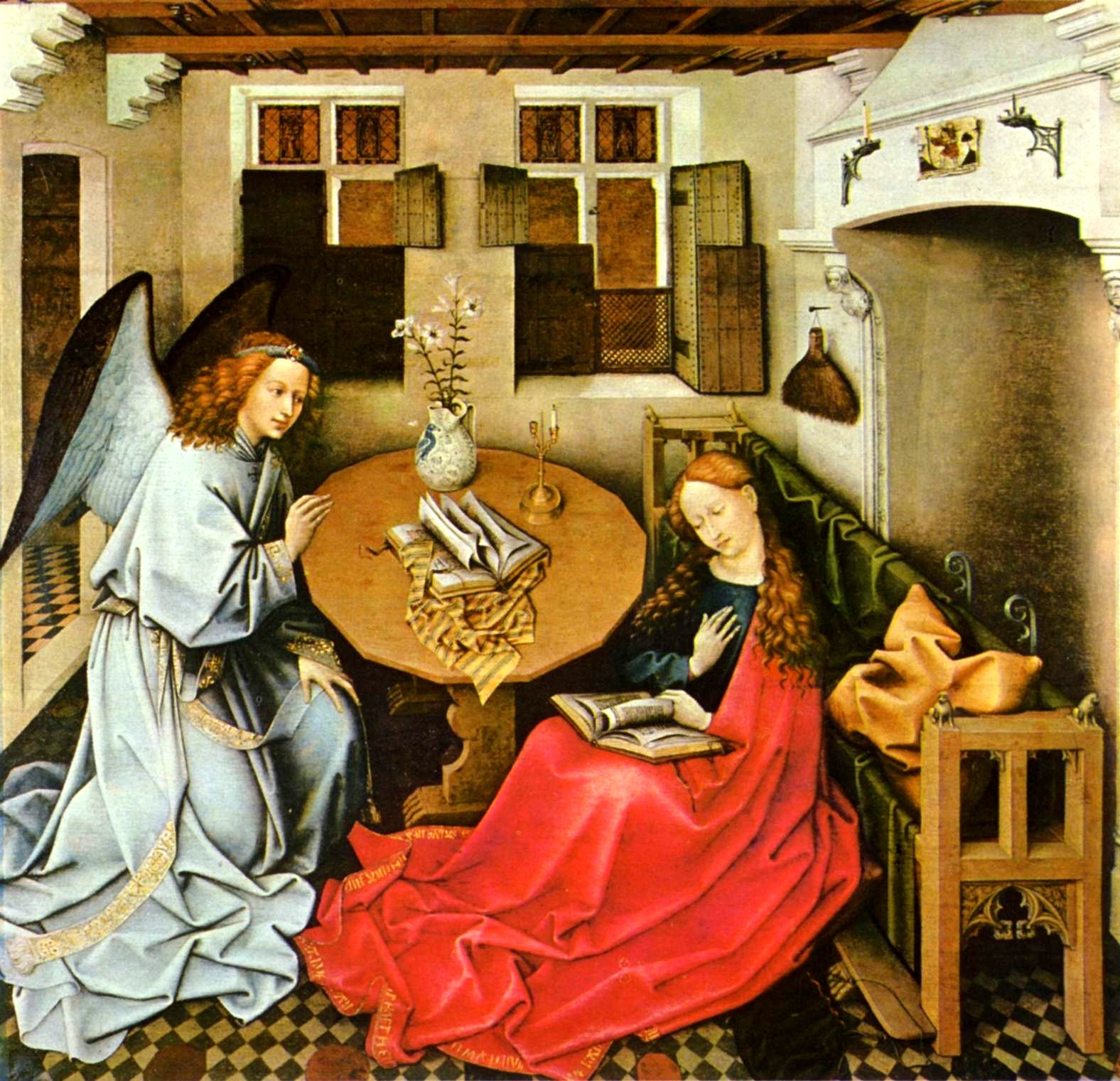
Robert Campin: Zwiastowanie
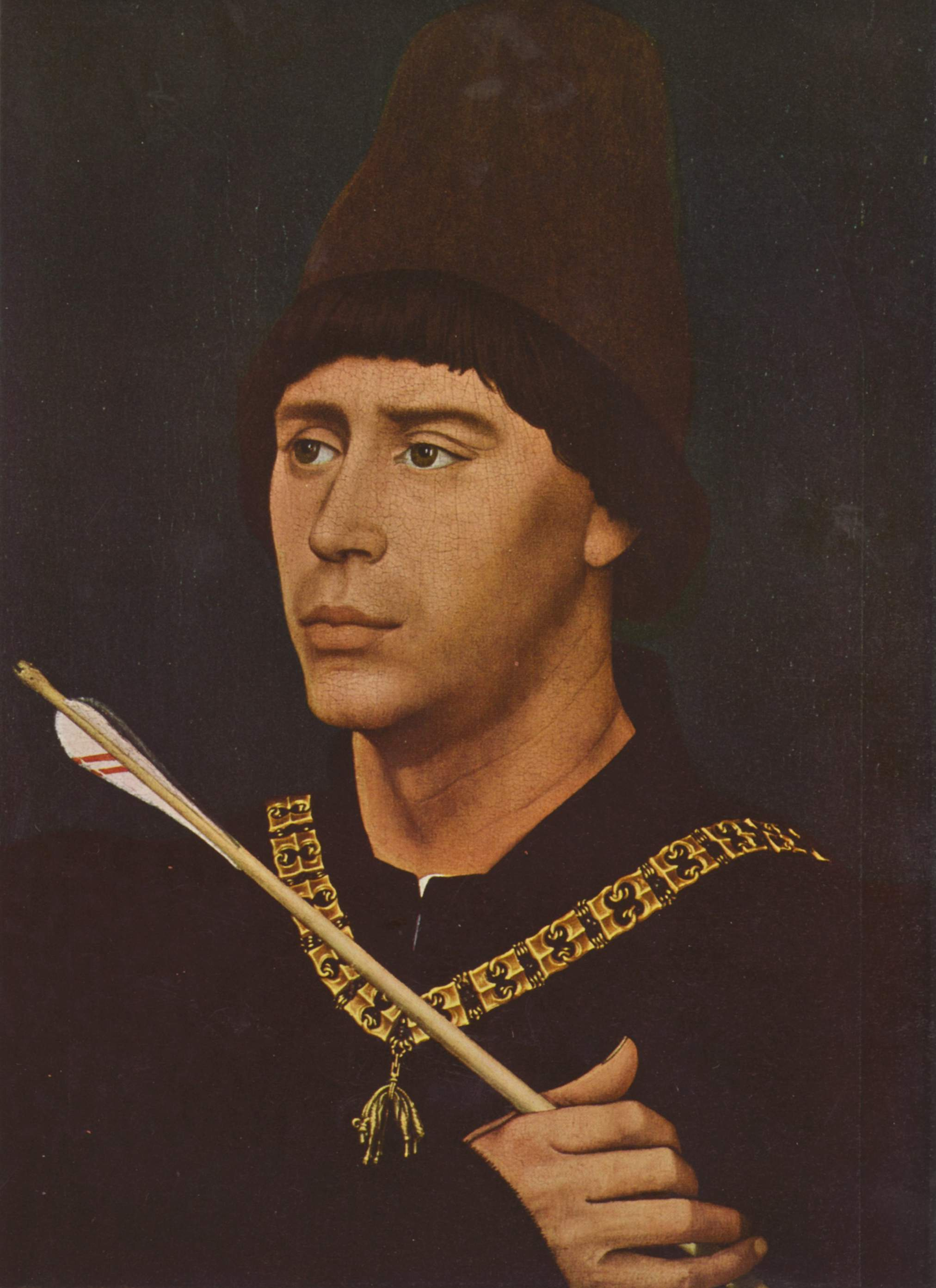
Rogier van der Weyden: Mężczyzna ze strzałą
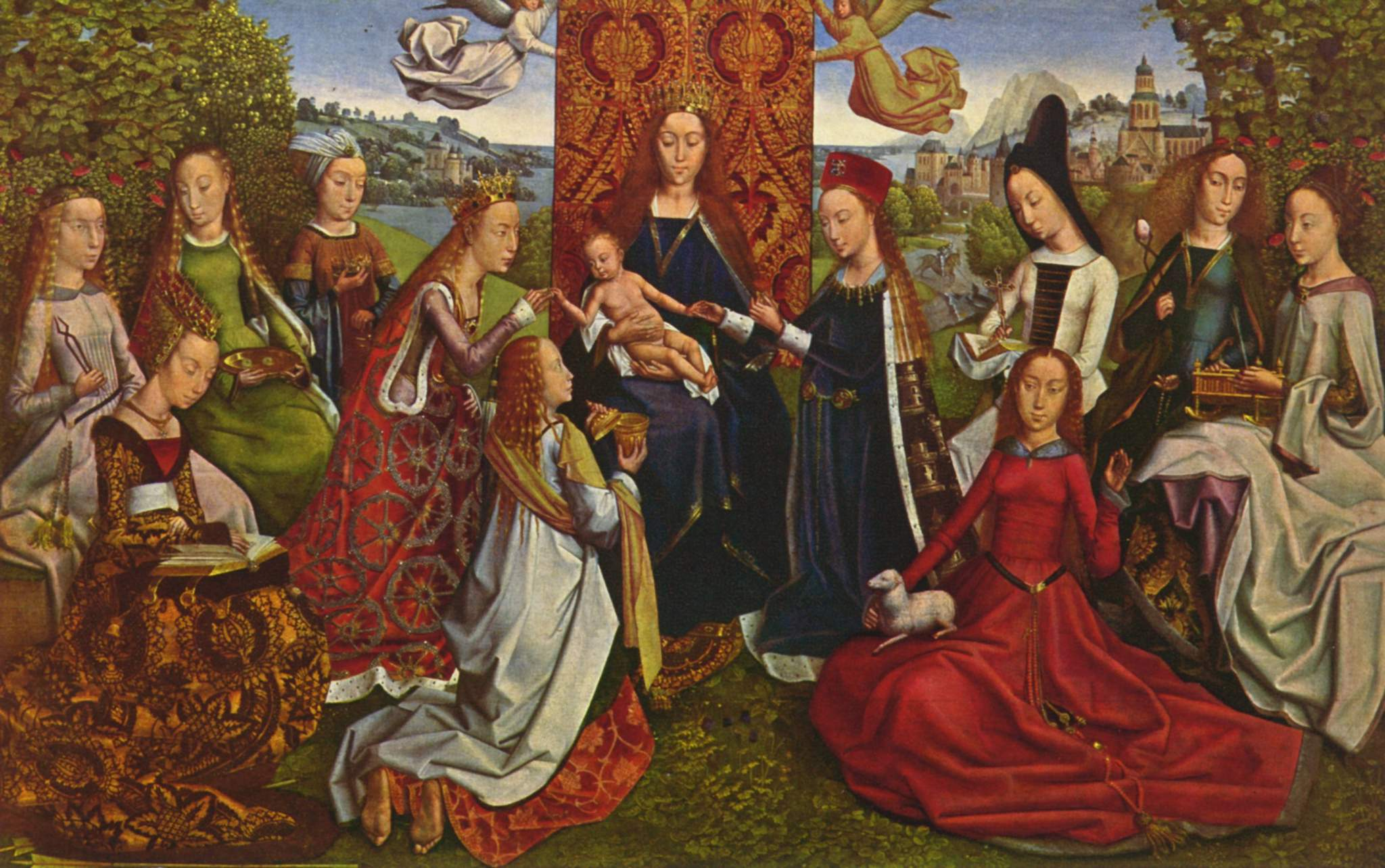
Mistrz Legendy Świętej Łucji Madonna wśród świętych Dziewic
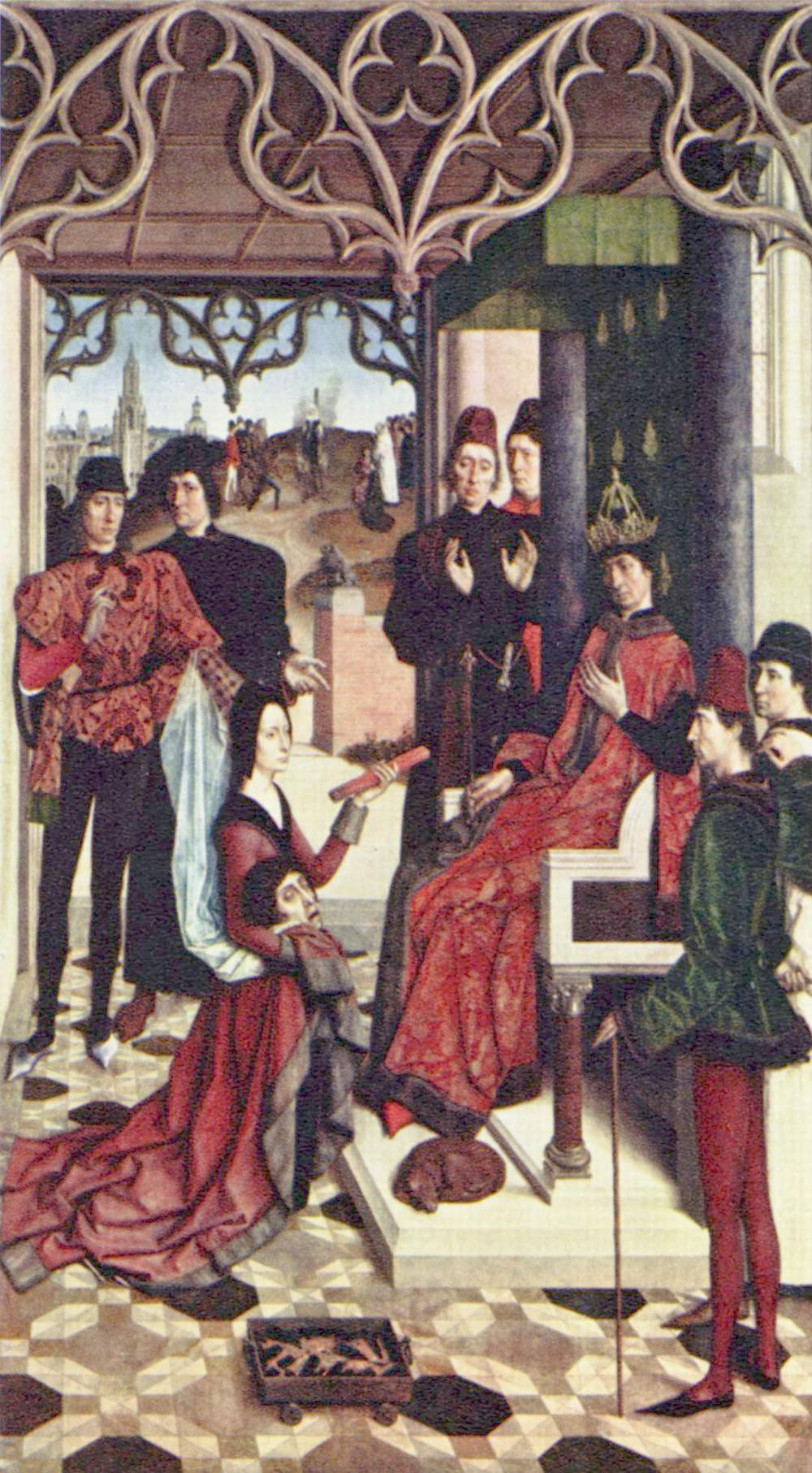
Dirk Bouts: Próba ognia przed cesarzem Ottonem III.
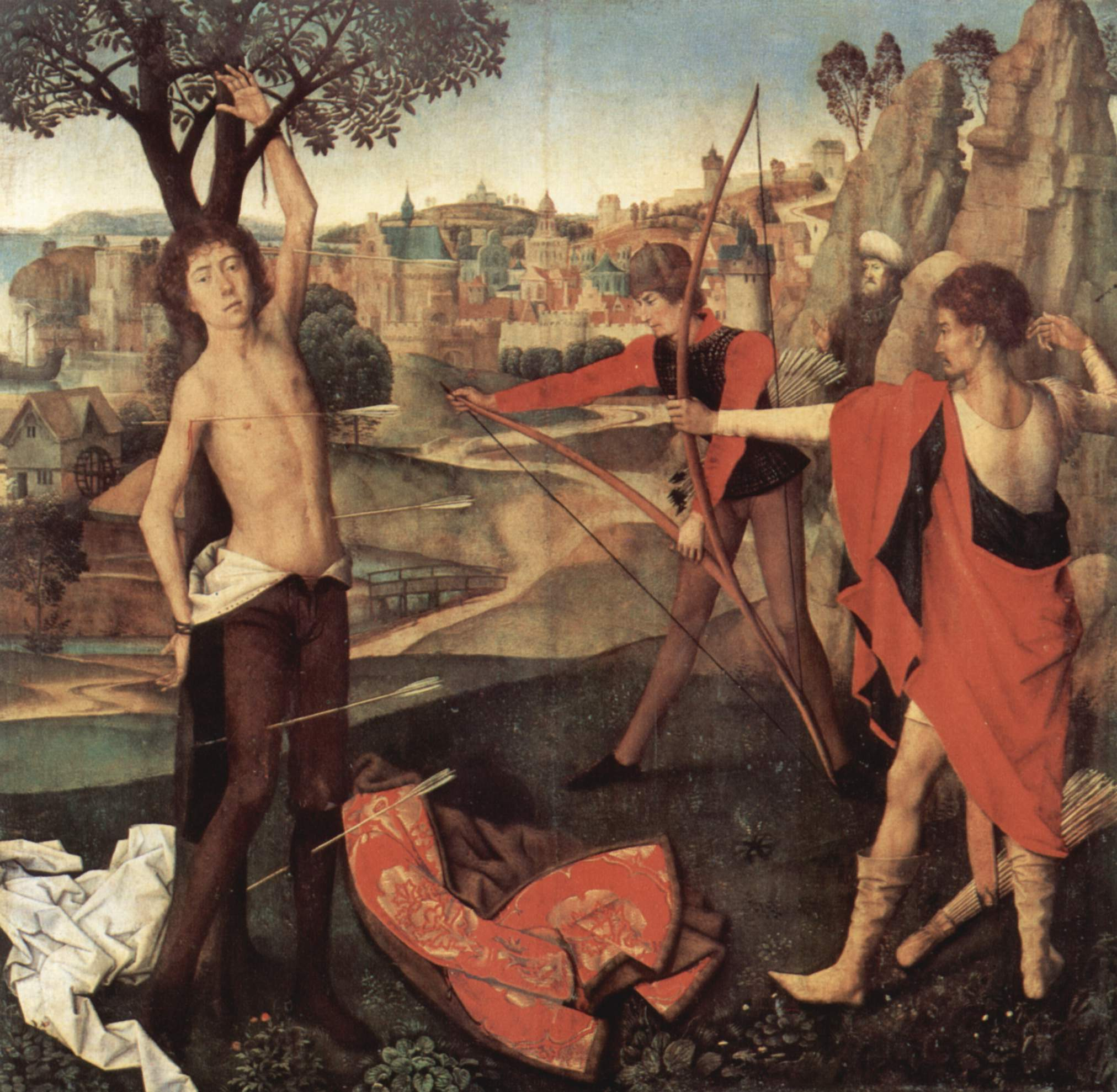
Hans Memling: Męczeństwo Św. Sebastiana
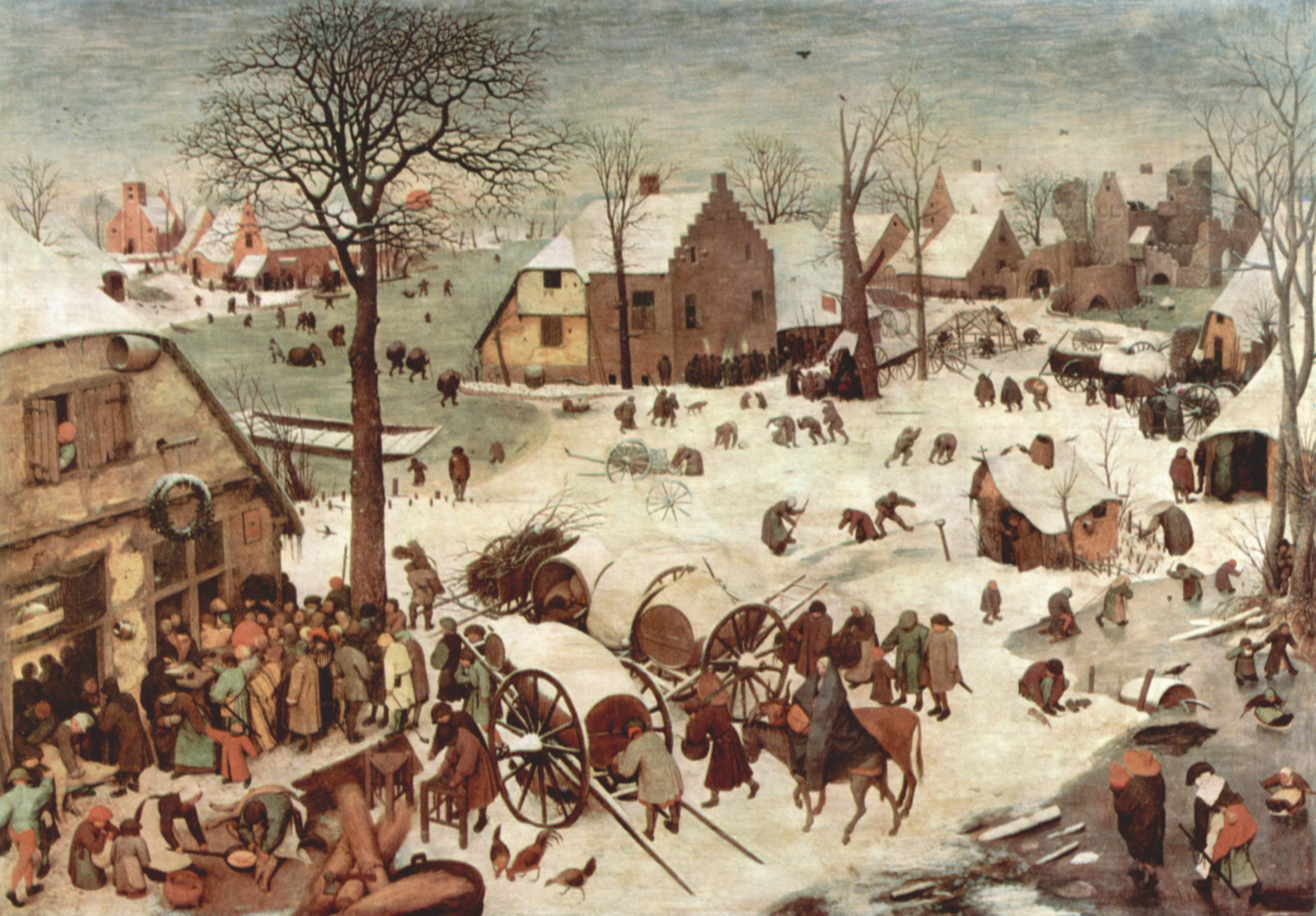
Pieter Bruegel Starszy: Spis ludności w Betlejem
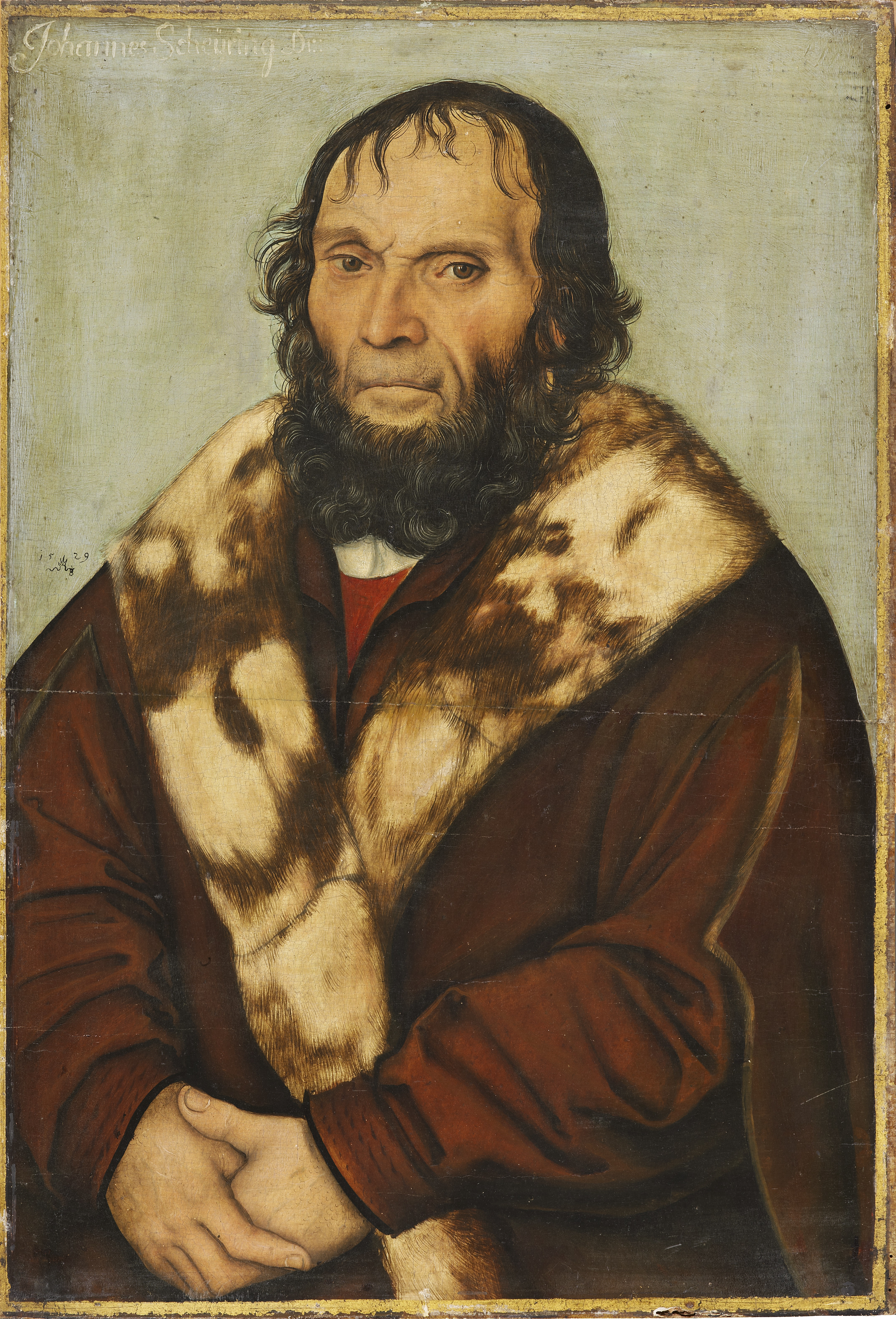
Lucas Cranach starszy: Portret Doktora Scheyringa
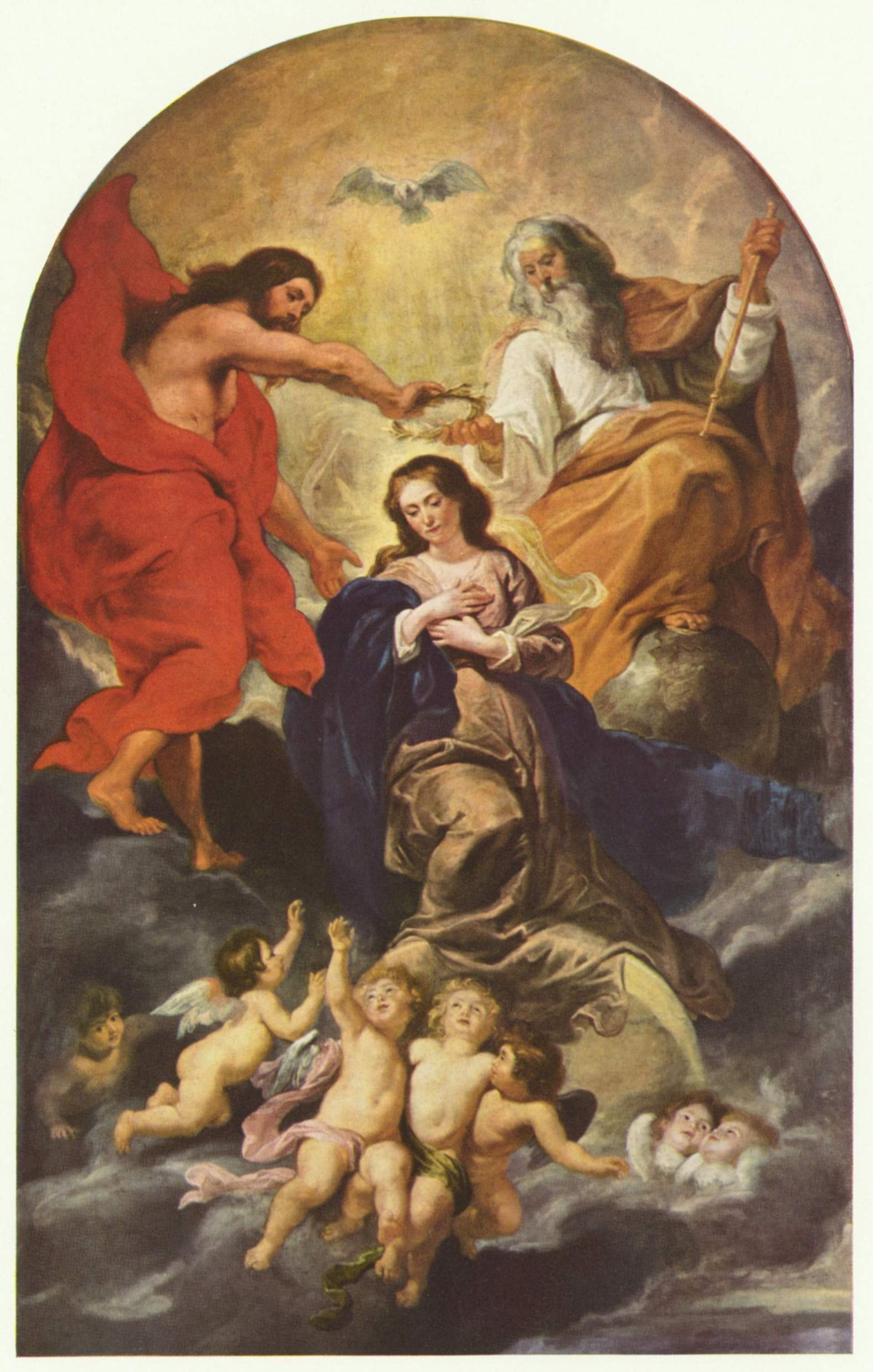
Peter Paul Rubens Koronacja Marii
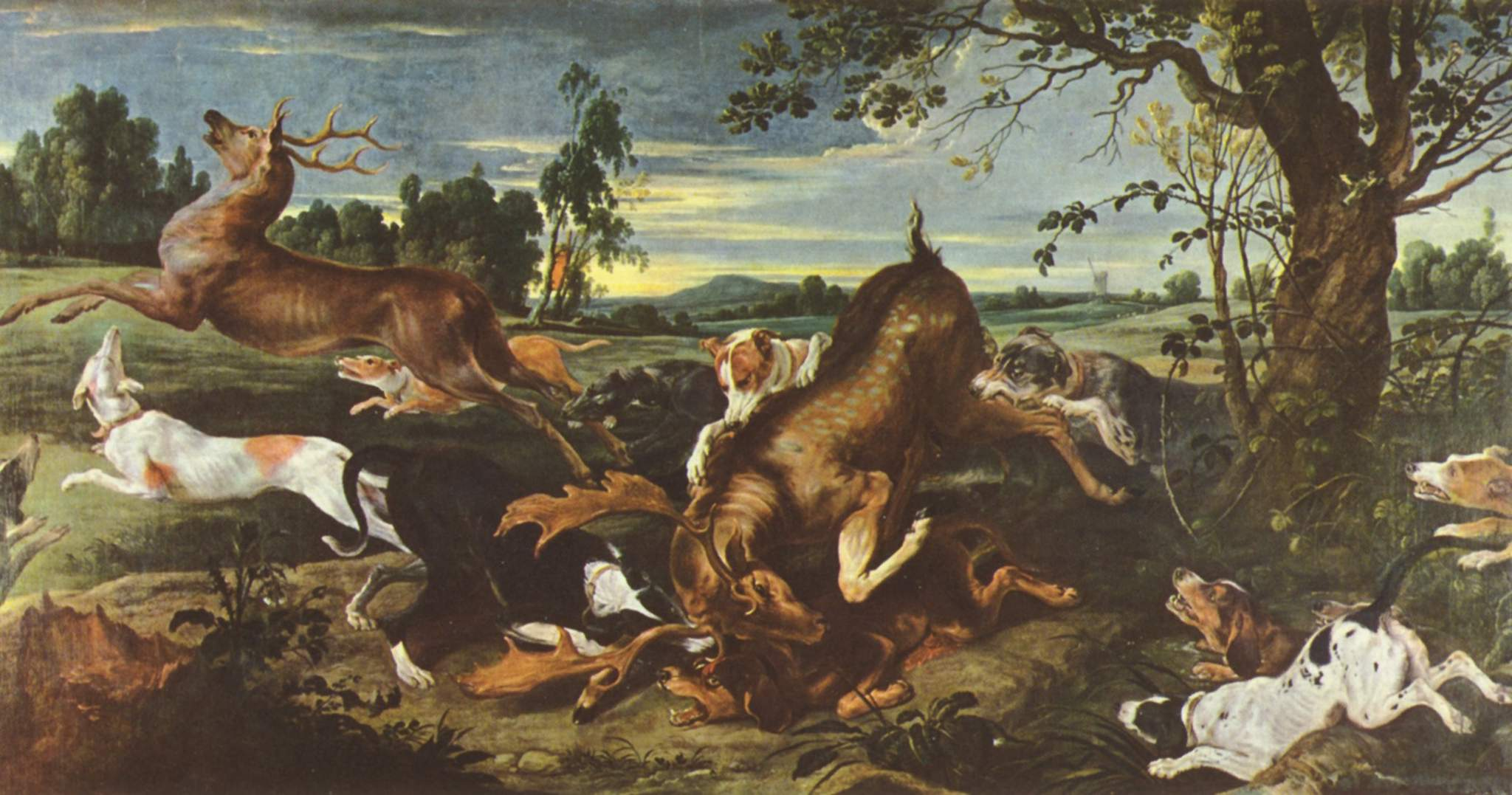
Frans Snyders: Polowanie na jelenia
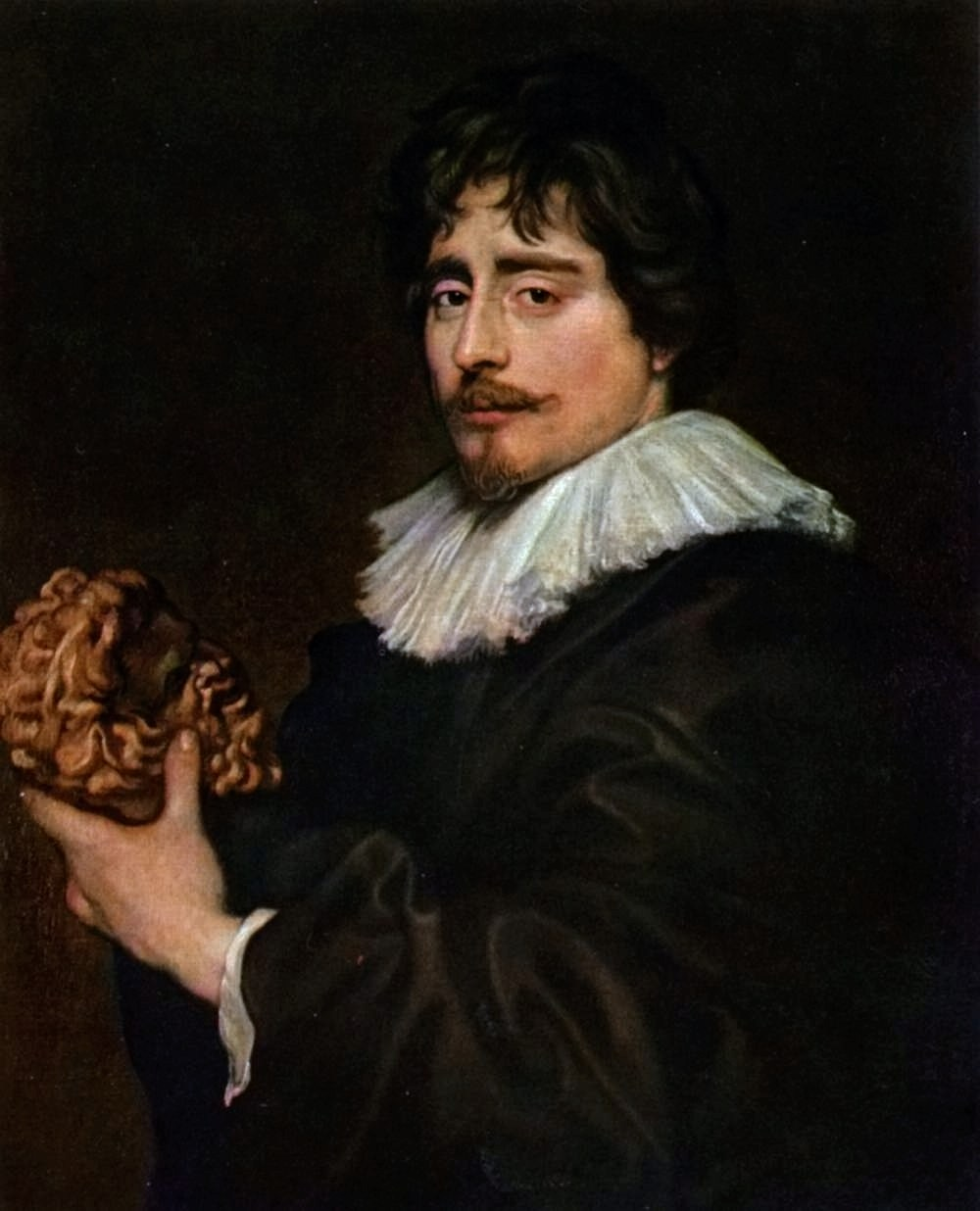
Anton van Dyck: Portret rzeźbiarza François Duquesnoy
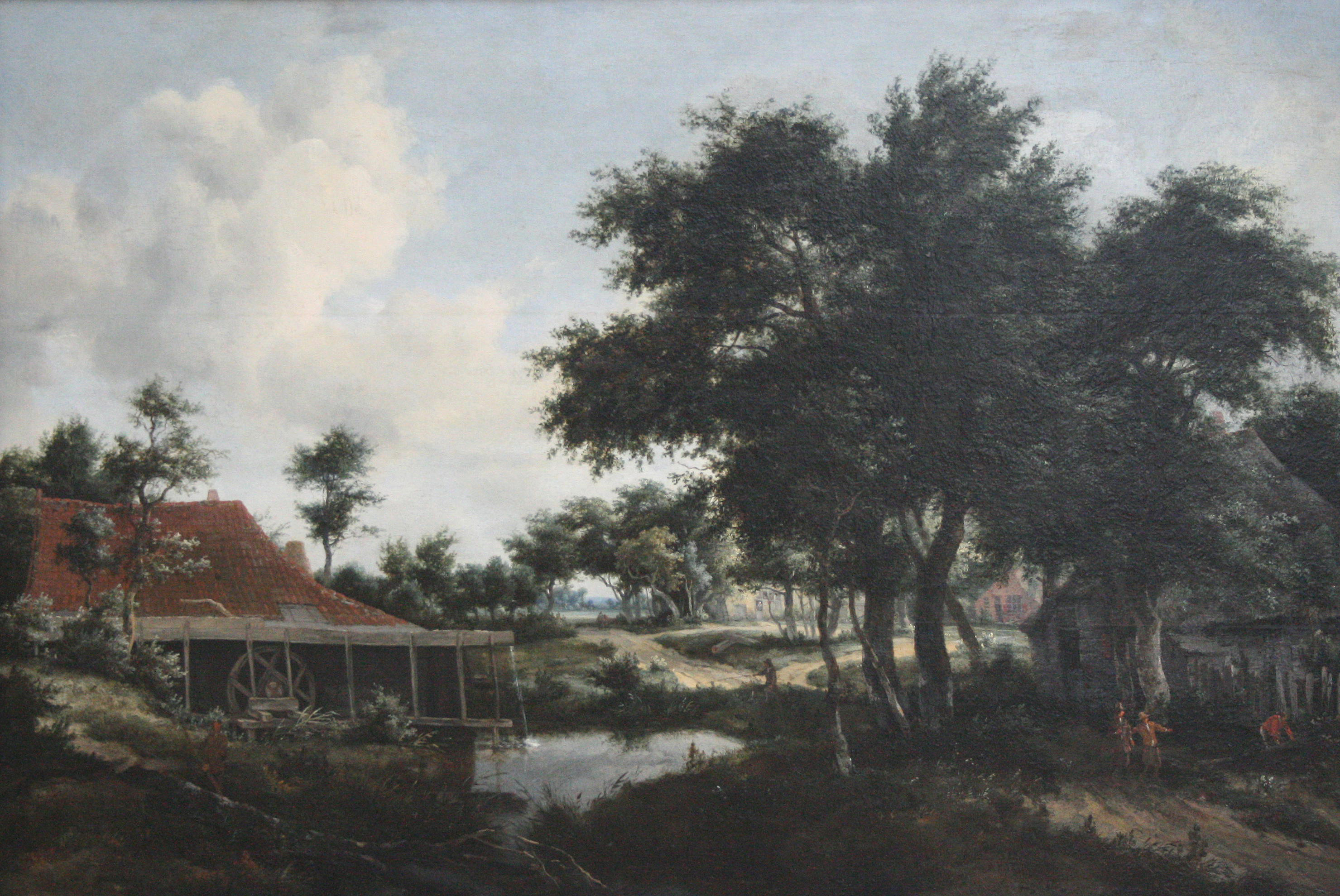
Meindert Hobbema Młyn wodny
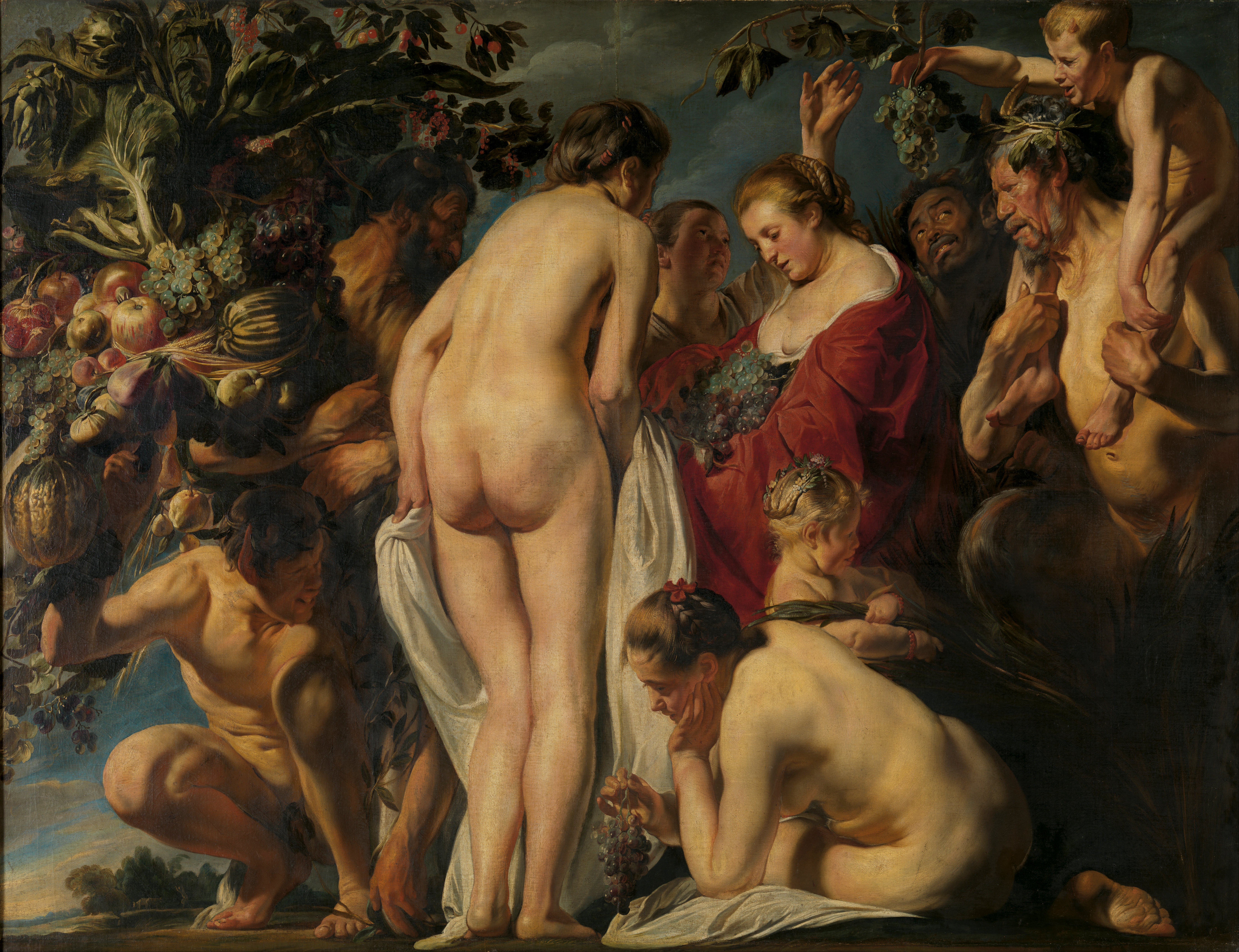
Jakob Jordaens Alegoria płodności

### Muzeum Sztuki Nowoczesnej

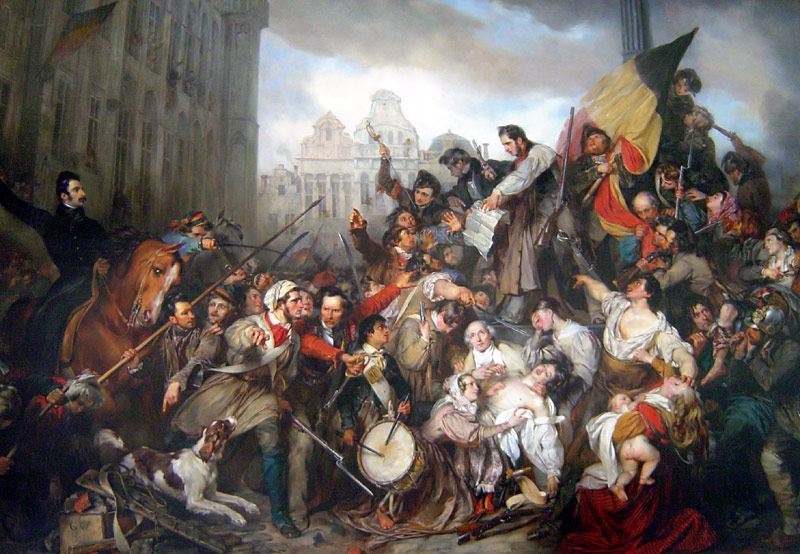
Gustaaf Wappers:
Epizod z belgijskiej rewolucji 1830

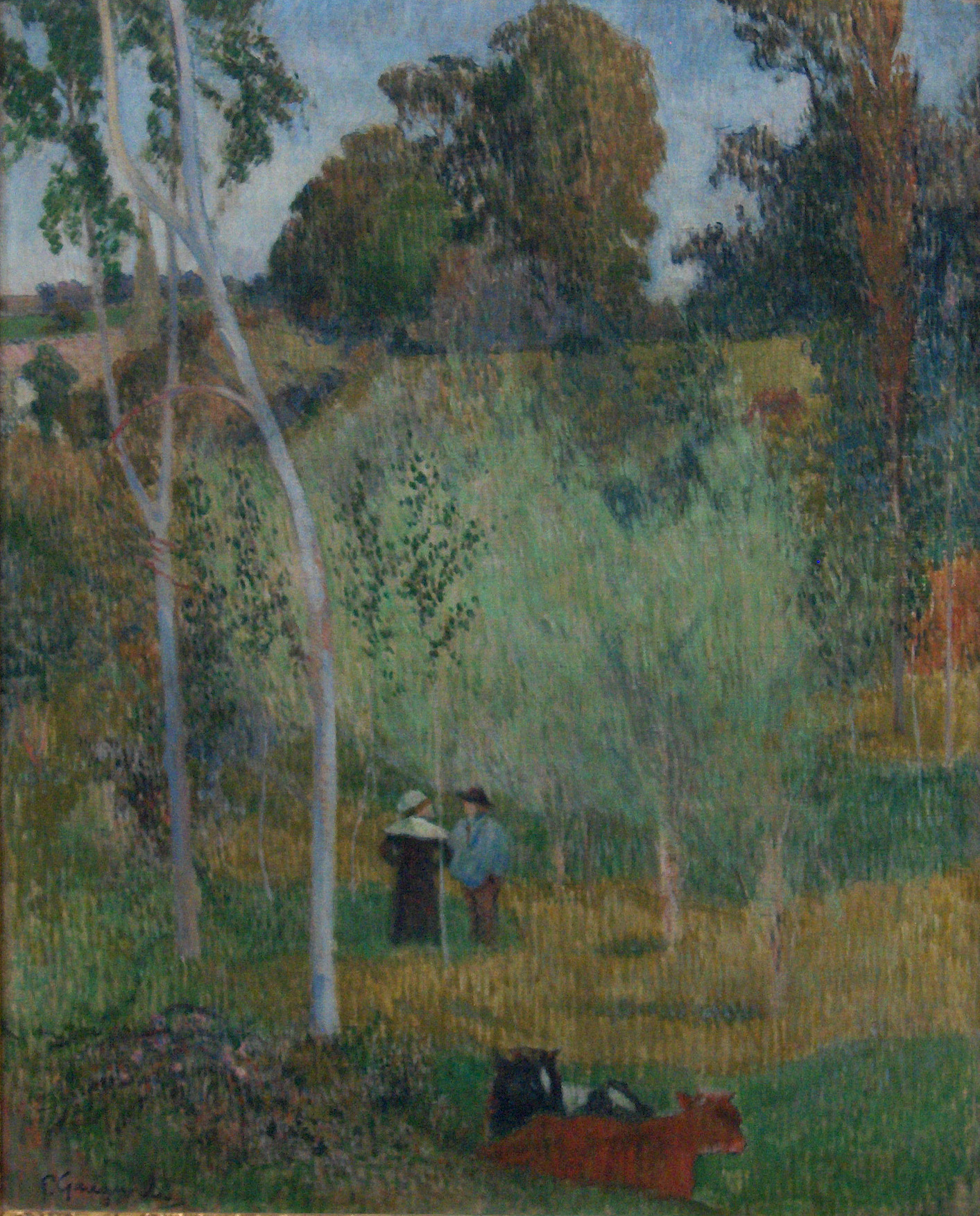
Paul Gauguin:
Rozmowa przy pastwisku

Obok siedziby Muzeum Sztuki Dawnej znajduje się Muzeum Sztuki Nowoczesnej, gromadzące dzieła sztuki od XIX wieku do współczesności. Zgodnie z narodową ideą lansowaną przez władze muzeum przodującą rolę wiodą dzieła artystów belgijskich. Wydarzenia z 1830 roku i odzyskanie przez Belgię niepodległość wyraża monumentalny obraz Gustaafa Wappersa Epizod z belgijskiej rewolucji 1830. Belgijski akademizm reprezentuje m.in. dzieła Alfreda Stevensa, zaś realizm pejzaże Hippolytea Boulengera. Wśród dzieł impresjonistycznych i neoimpresjonistycznych, m.in. Salome, Śnieg wieczorem, Deszczowy poranek w Elsene, Ulica śpiewaków pędzla Guillaume Vogelsa, Promenada Théo van Rysselberghe, ponadto Zbiory lnu i Astry Emila Clausa. Wśród dzieł belgijskich symbolistów i artystów przełomu XIX i XX stulecia można podziwiać Faits du village. VII. La fille qui remaille Henry’ego van de Velde, Jamesa Ensora Rosyjska muzyka, Sztuka albo Pieszczoty Fernanda Khnopffa.
Francuski realizm reprezentuje Gustave Courbet oraz jego uczeń, portrecista Henri Fantin-Latour (Portret Mlles Louise Riesener i Ewy Callimaki-Catargi), neoimpresjonizm Paul Gauguin (Portret Suzanny Bambridge, Kalwaria w Bretanii), puentylizm Georges Seurat (Sekwana przy Grand Jatte – Wiosna) i Paul Signac (La Calanque) (Dwóch uczniów Edouard Vuillard, fowizm Maurice de Vlaminck (Pejzaż) oraz dzieła europejskie XIX–XX w. m.in. Wesele Psyche pędzla Edwarda Burne-Jonesa, Portret wieśniaka, Vincenta van Gogh, czy dzieła Lovisa Corintha. Wśród obrazów znajdują się także rzeźby m.in. Auguste Rodina.
Jedna z największych sekcji muzeum poświęcona jest surrealizmowi. Licznie reprezentowani są dwaj belgijscy przedstawiciele tego kierunku – René Magritte (m.in. Rozrzutny człowiek, Imperium światła, Kamyk, Niespodziewana odpowiedź) oraz Paul Delvaux (Para, Pigmalion oraz Pociąg wieczorem z charakterystycznym dla tego twórcy motywem pociągu). Europejski surrealizm reprezentują takie indywidualności jak Max Ernst (Niebiańska armia), Salvador Dalí (Kuszenie świętego Antoniego) Giorgio de Chirico, (Melancholia w pięknym dniu) i inni.
Wiele dzieł sztuki pozostawili w muzeum Pierre Alechinsky, Asger Jorn i Karel Appel, członkowie awangardowej grupy CoBrA, której głównym ośrodkiem była stolica Belgii. Znaczenie muzeum podnoszą dzieła głównych twórców kierunków awangardowych I połowy XX wieku takich jak Oskar Kokoschka (Portret Ernsta Reinholda), Otto Dix (Dwoje Dzieci), Raoul Dufy (Widok Marsylii), Joan Miró (hiszpańska tancerka), Georges Braque (Winogrona), Pablo Picasso (Kompozytor z gitarą), Marc Chagall (Blask księżyca, Ja i wioska i Ja, Marc Chagall), Francis Picabia (Zaćmienie), Emil Nolde (Kwiecisty ogród), Hans Arp (Mirra).
Wśród zbioru dzieł artystów II poł. XX w. wyróżniają się Le burg dévasté Jeana Dubuffeta, Le pape aux hiboux Francisa Bacona, Hołd na placu Josef Albers, ponadto rzeźby takich twórców jak Henri Laurens, Rik Wouters. Ponadto w Muzeum oglądać można realizacje sztuki światowej takich eksponentów jak Alexander Calder, Jannis Kounellis, Donald Judd, Ian Hamilton Finlay, Sol LeWitt, Dan Flavin, Panamarenko i Thomas Ruff.

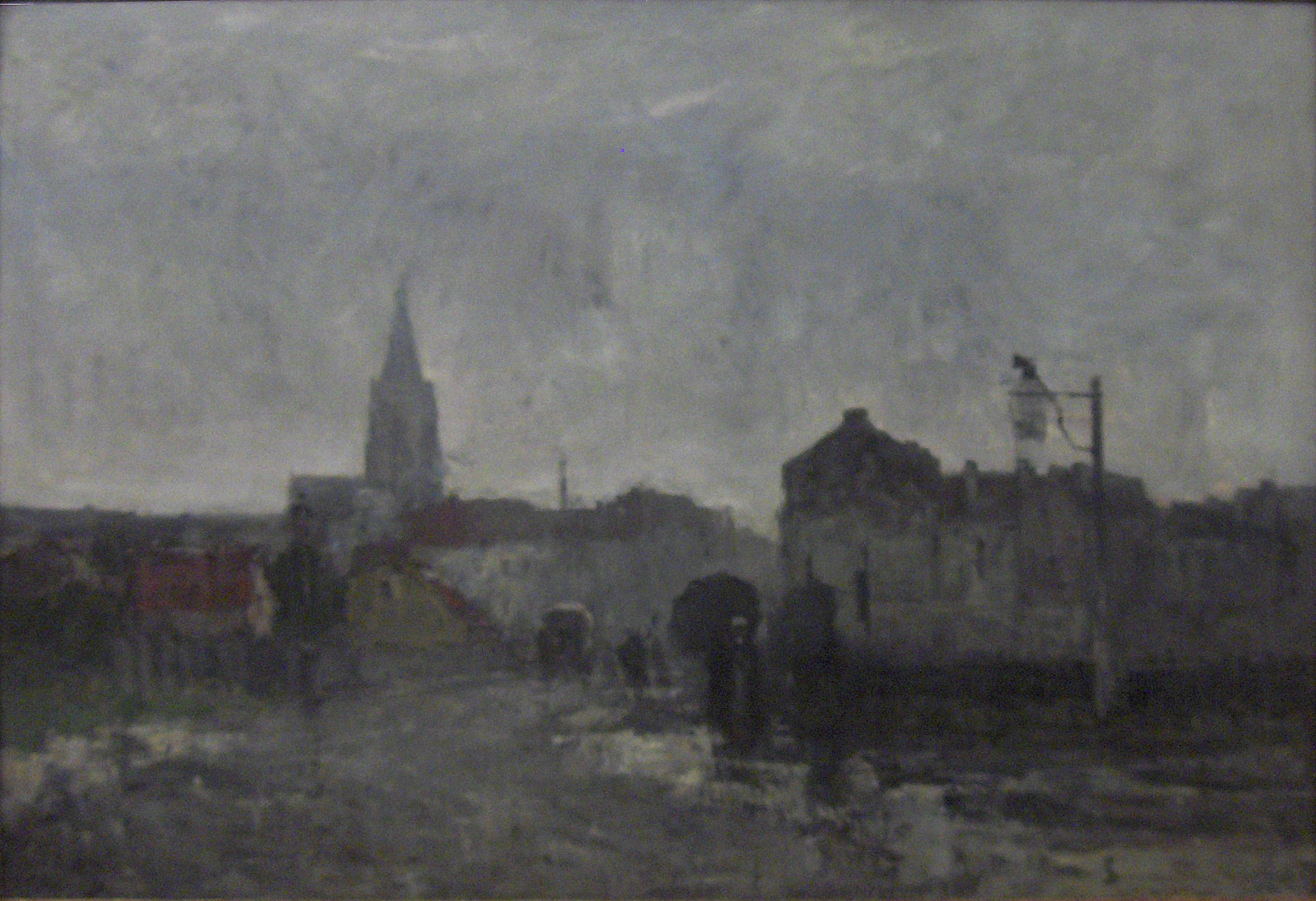
Guillaume Vogels: Deszczowy poranek w Elsene
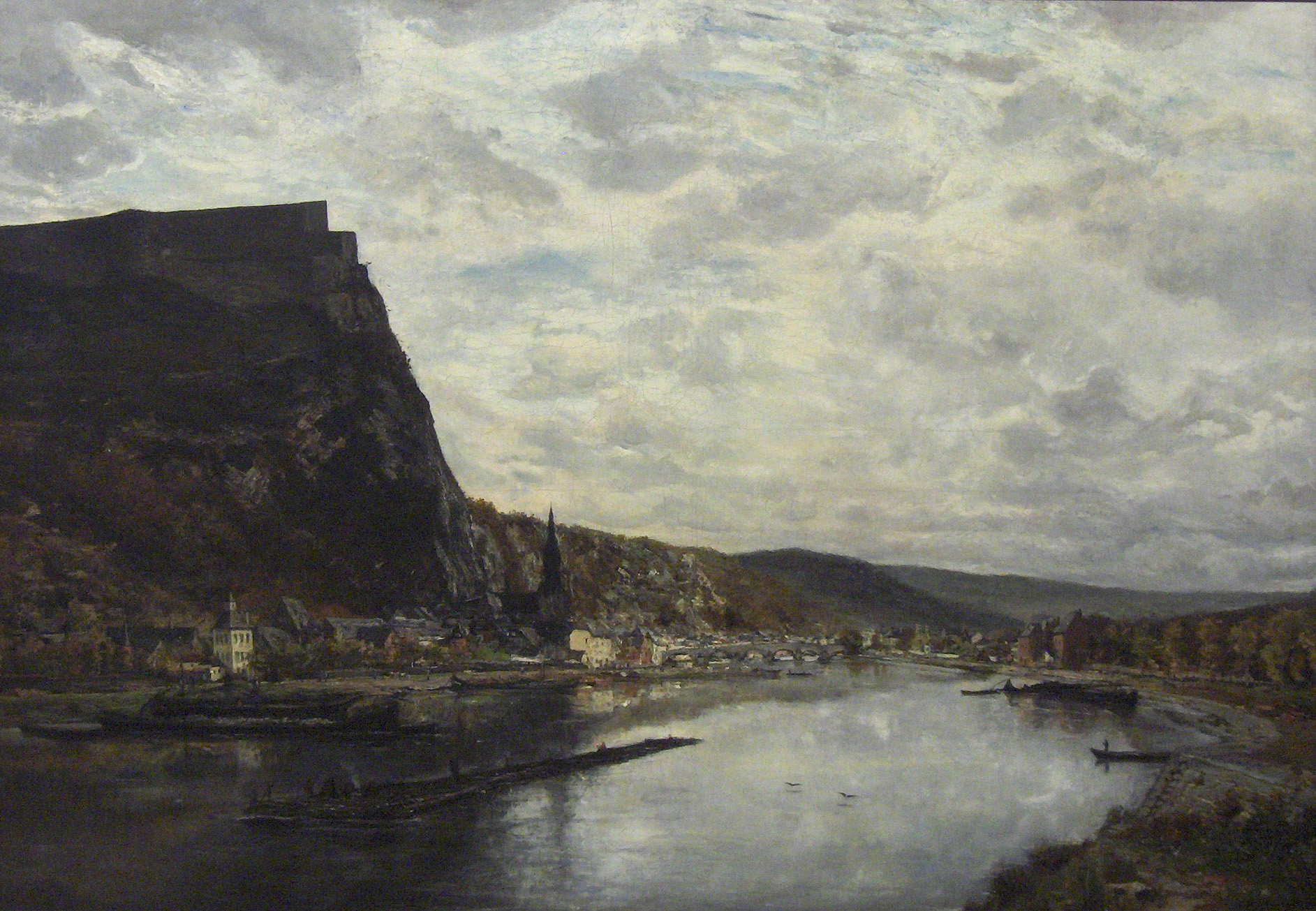
Hippolyte Boulenger: Widok Dinant
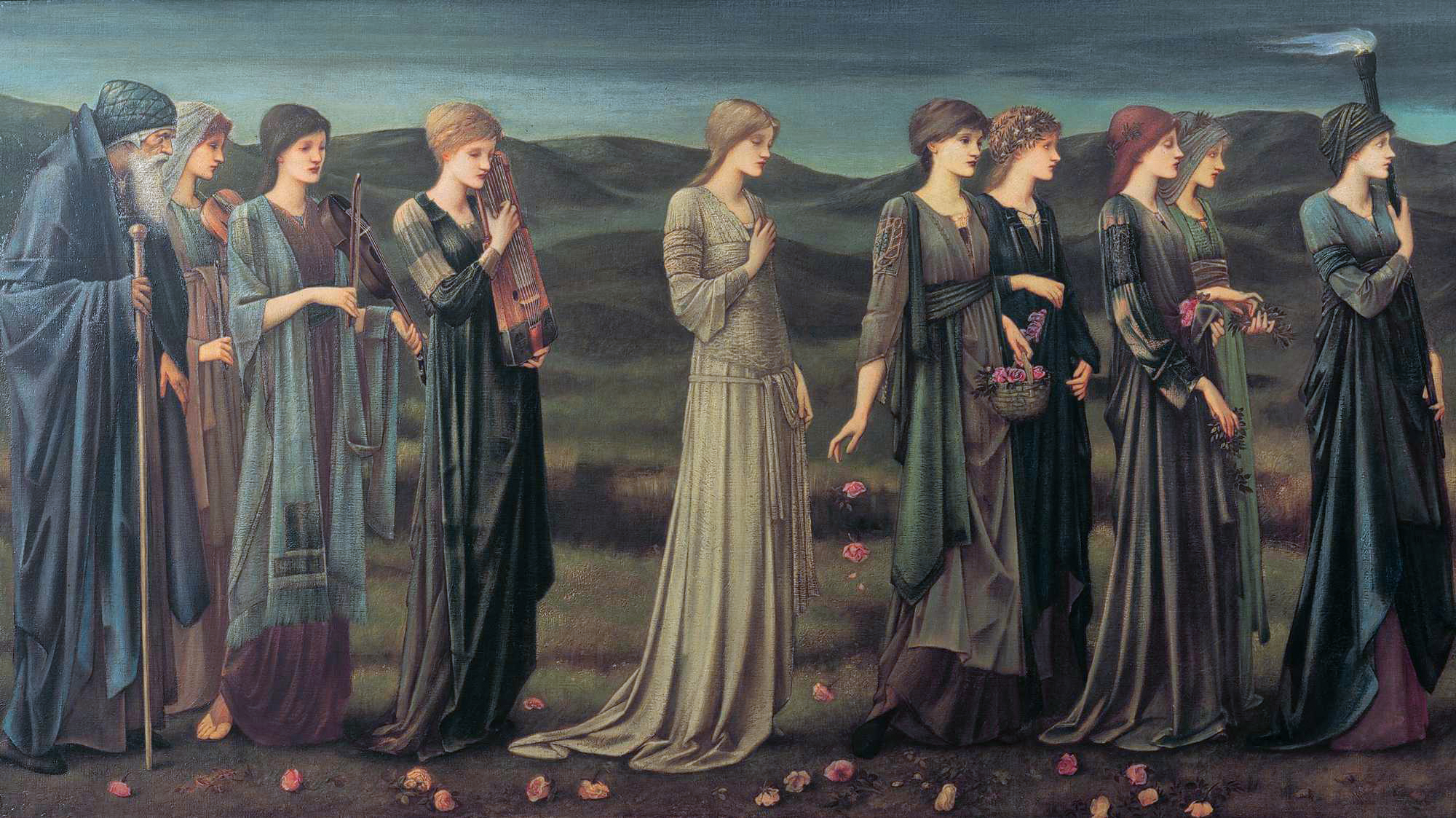
Edward Burne-Jones: Wesele Psyche
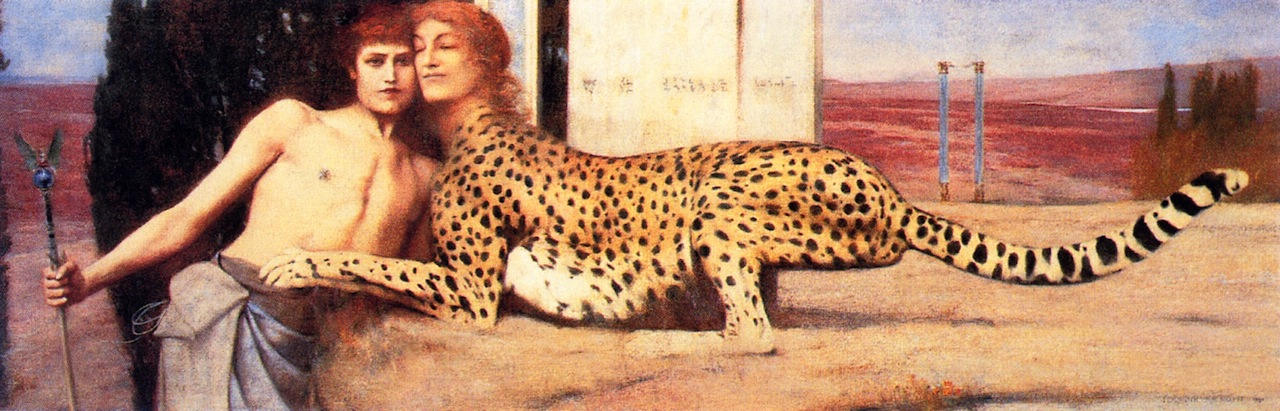
Fernand Khnopf: Sztuka albo Pieszczoty
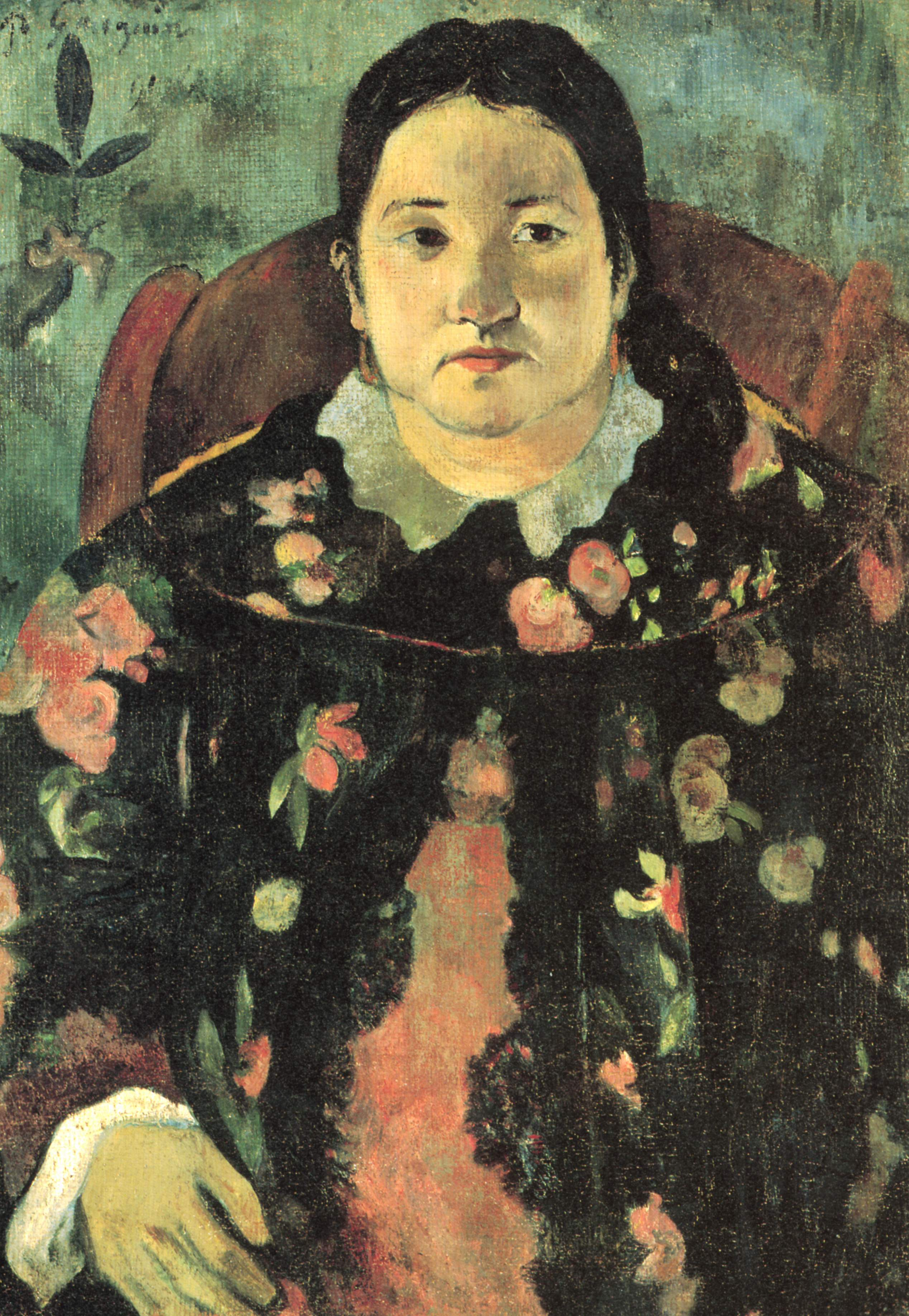
Paul Gauguin: Portret Suzanne Bambridge
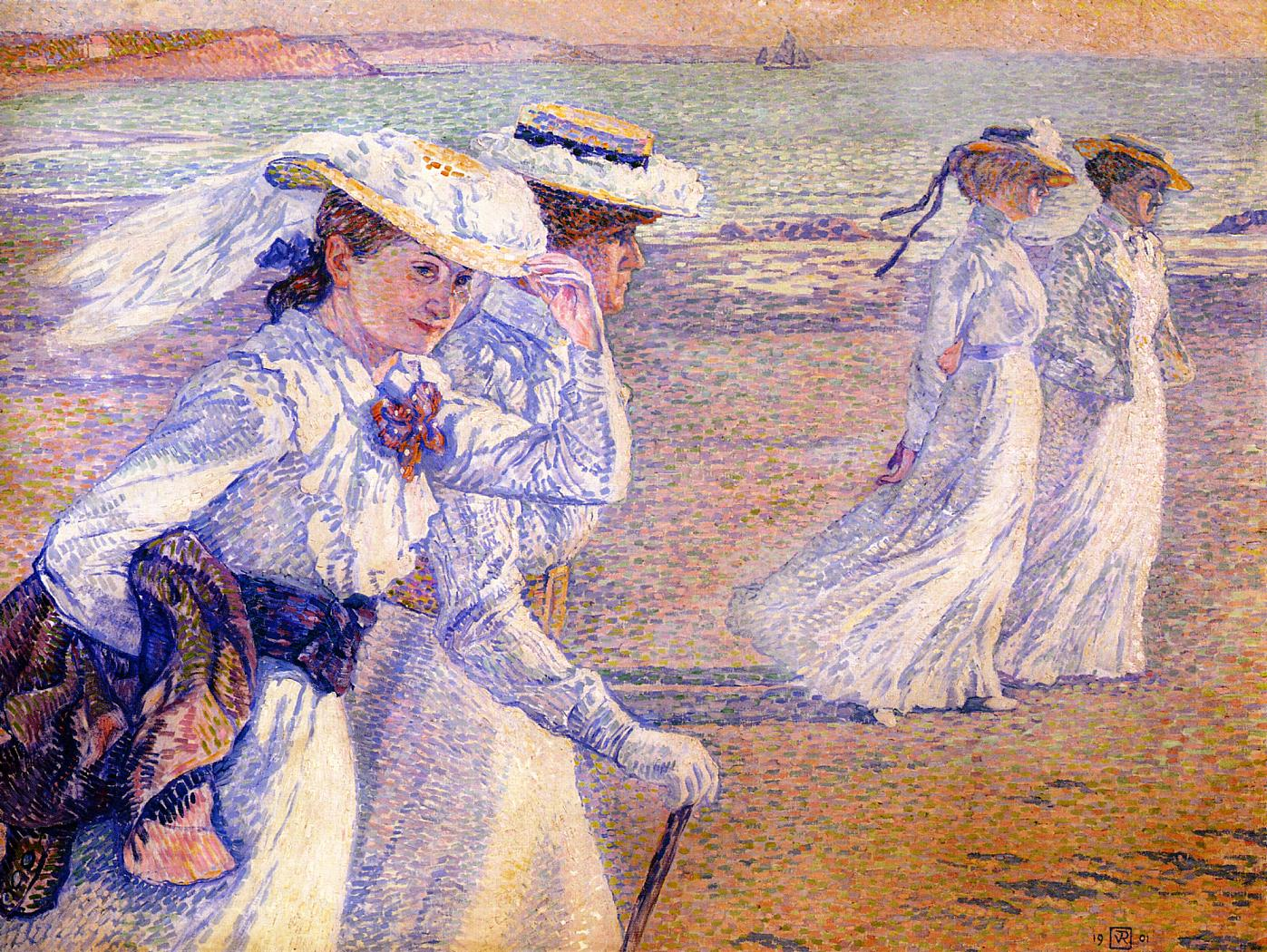
Theo van Rysselsberghe: Promenada
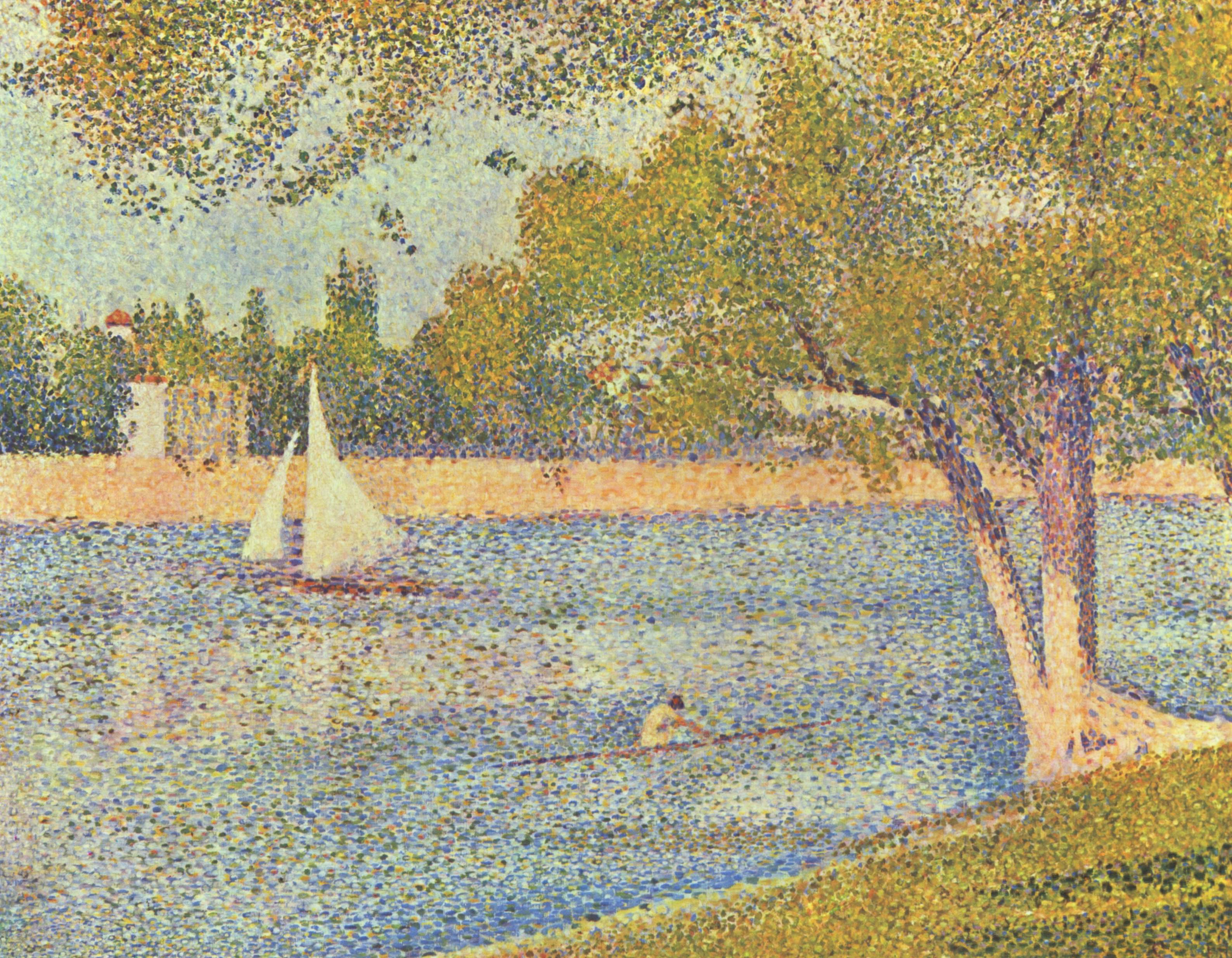
Georges Seurat: Sekwana przy Grand Jatte wiosną
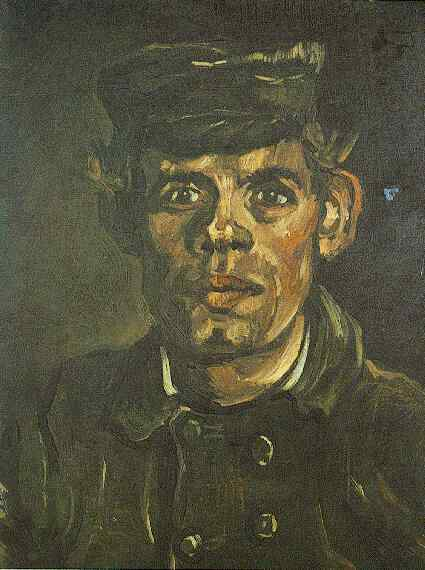
Vincent van Gogh: Portret chłopa

### Muzeum Antoine’a Wiertza
Położone w dzielnicy Ixelles muzeum jest poświęcone Antoine Wiertzowi, belgijskiemu artyście doby realizmu. Antoine Wiertz uprawiał malarstwo, rzeźbę, grafikę oraz rysunek. Za życia twórca cieszył się renomą, był nadwornym artystą Leopolda I Koburga, pierwszego króla niepodległej Belgii. Wiertz preferował malarstwo monumentalne, stąd też monarcha sfinansował budowę domu artysty na Ixelles, w którym miał warunki do tworzenia dzieł wielkoformatowych. Po śmierci artysty 18 czerwca 1865 majątek przejął król, trzy lata później dom Wiertza stał się częścią Królewskich Muzeów Sztuk Pięknych.
W muzeum można podziwiać najważniejsze dzieła z dorobku Wiertza. Od strony tematycznej, treść obrazów jest zróżnicowana. Exemplum o tematyce mitologicznej jest obraz Walka Greków i Trojan o ciało Partoklusa, który ma wymiary 5,2 × 8,5 m. Dramatyczny wyraz ma obraz Przedwczesny pogrzeb namalowany w 1854. Temat portretu egzemplifikuje kilka autoportretów Wiertza, ponadto twórca malował akty (m.in. Czytająca Romans, Piękna Rosina). O wszechstronności twórcy poświadczają wystawione w muzeum rzeźby rysunki i grafiki.

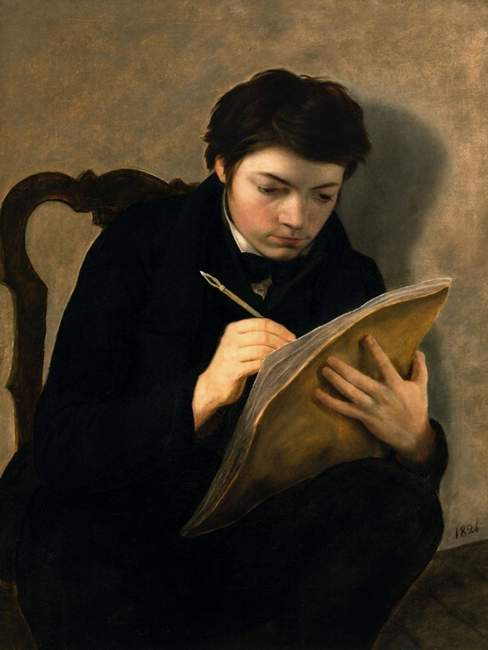
Autoportret w wieku 18 lat
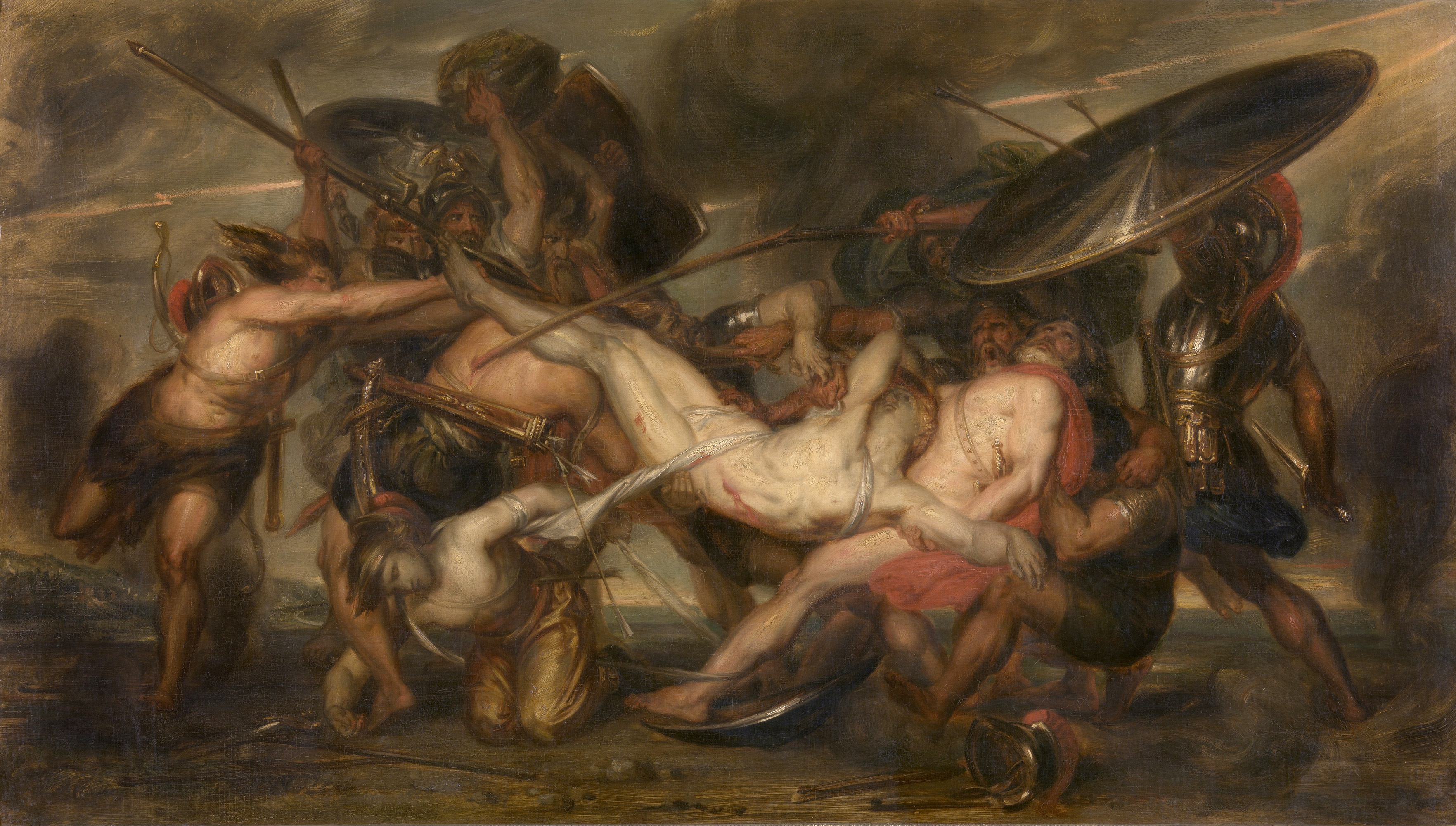
Walka Greków i Trojan o ciało Partoklusa
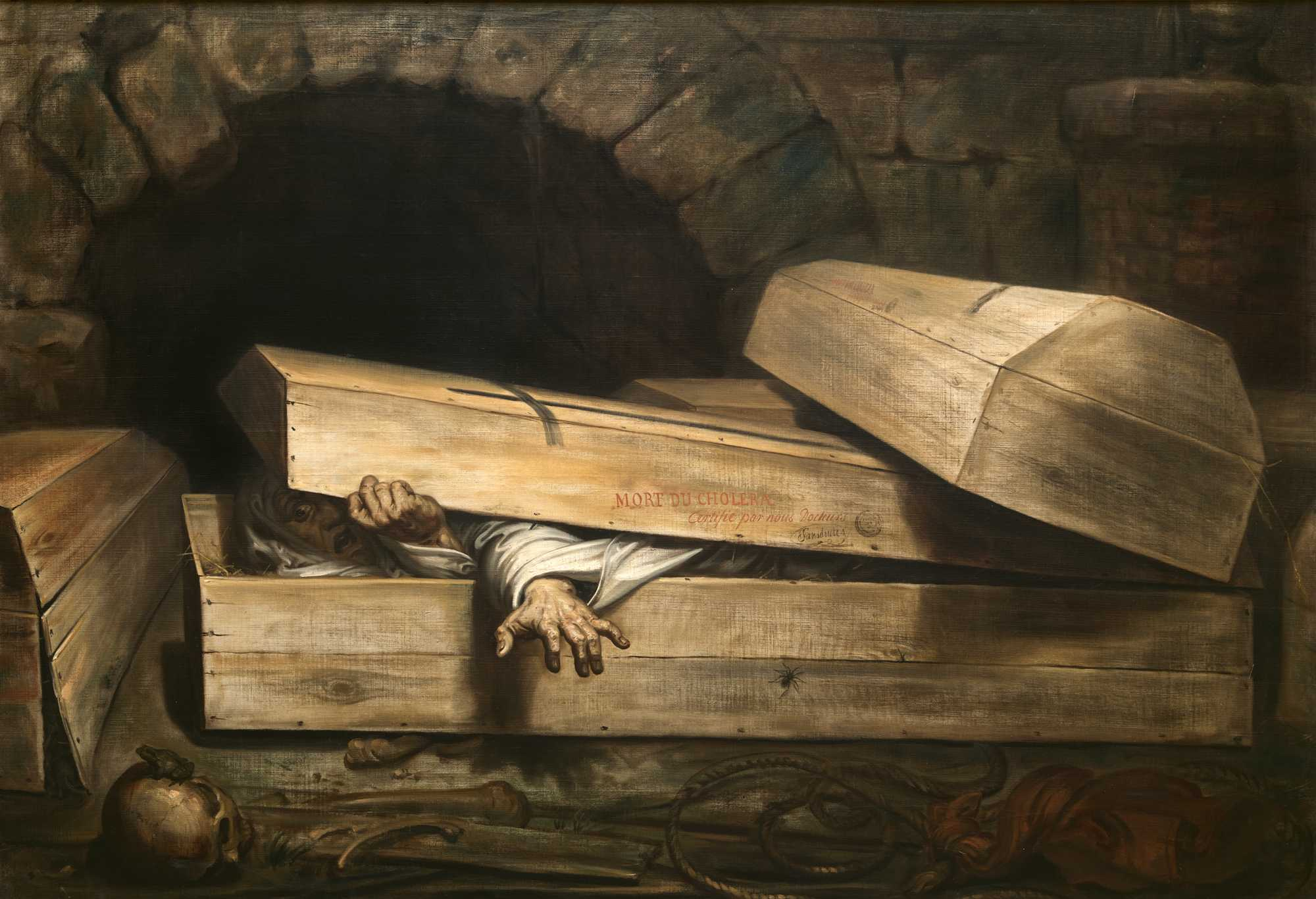
Przedwczesny pogrzeb
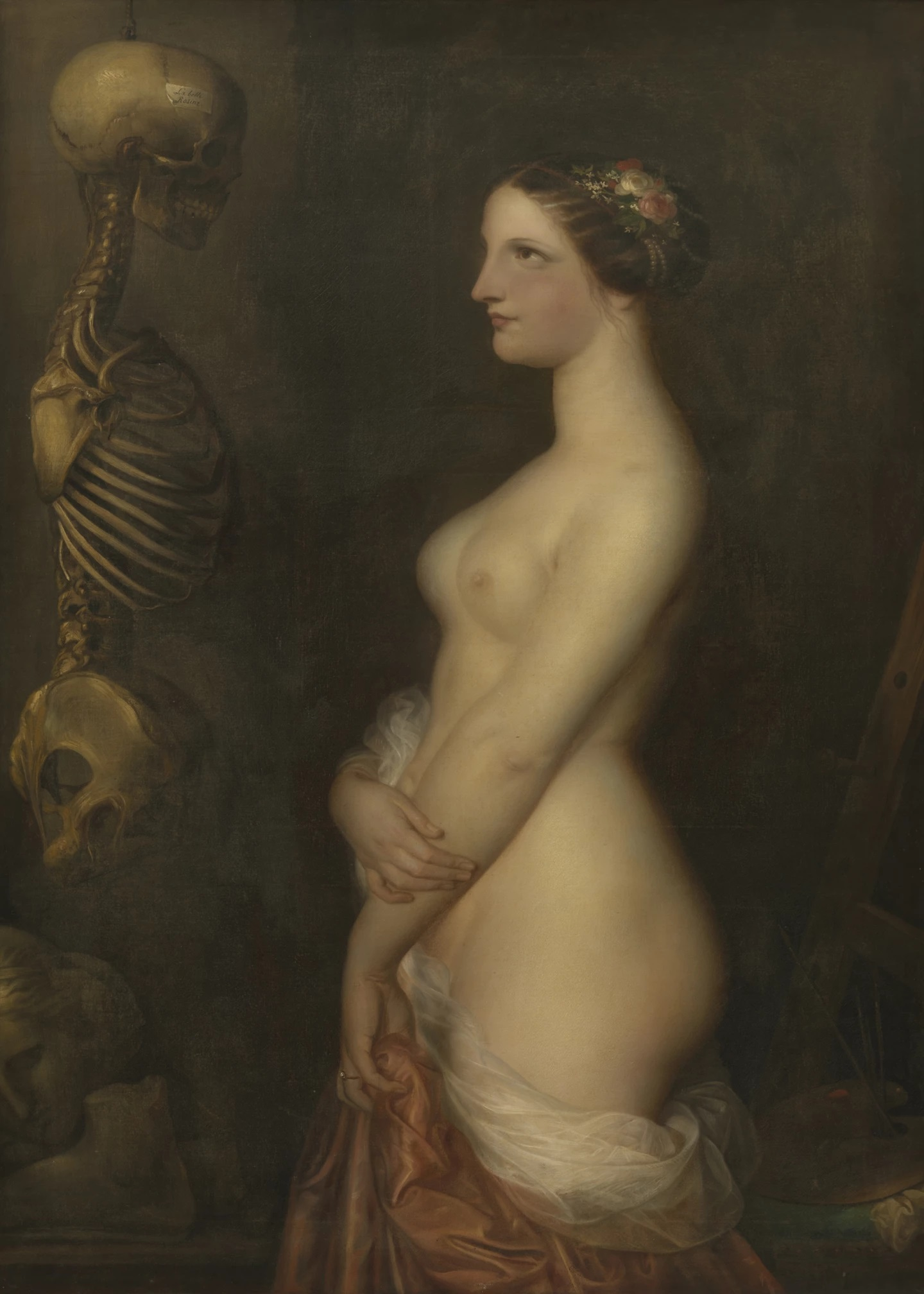
Piękna Rosina

### Muzeum Constantina Meuniera
W skład Królewskich Muzeów Sztuk Pięknych wchodzi także dom Constantina Meuniera, belgijskiego rzeźbiarza i malarza, który podobnie jak Wiertz reprezentuje XIX-wieczny realizm. Dom ten, znajdujący się na Rue l’Abbaye w Ixelles, został wzniesiony za życia artysty. Twórca, który zmarł w 1905 roku, pozostawił bogate dziedzictwo – ponad 700 prac malarskich i rzeźbiarskich. W 1936 roku dom wraz ze spuścizną artysty zakupił belgijski rząd, trzy lata później został otwarty dla publiczności jako samodzielne muzeum. Od 1978 roku dom jest częścią Królewskich Muzeów Sztuk Pięknych. W pomieszczeniach zgromadzono liczne rzeźby artysty, przede wszystkim posągi robotników oraz wątki rodzajowe.

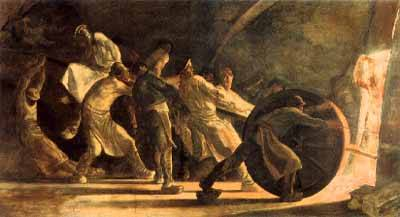
Wyniesienie tygla
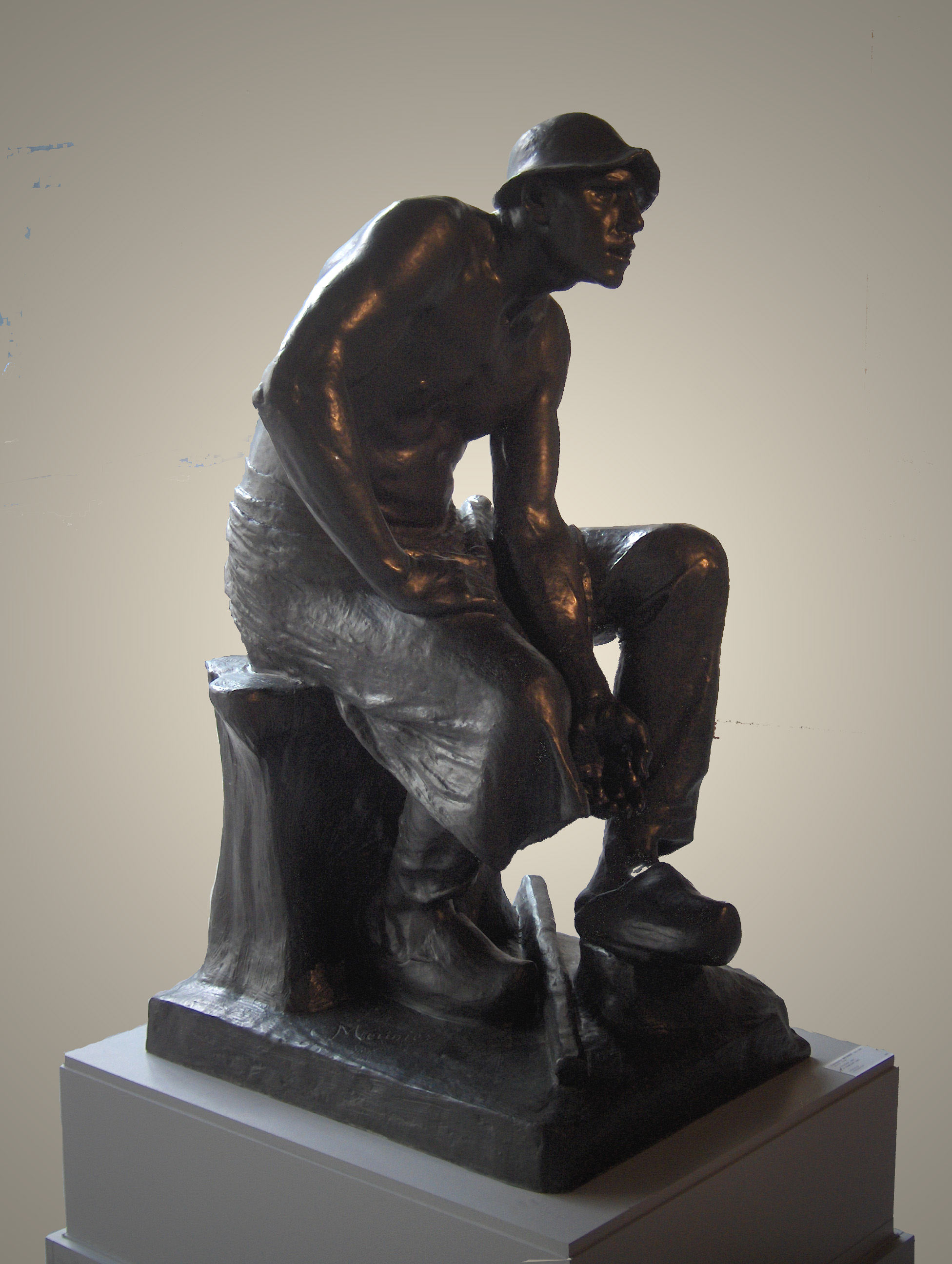
Hutnik
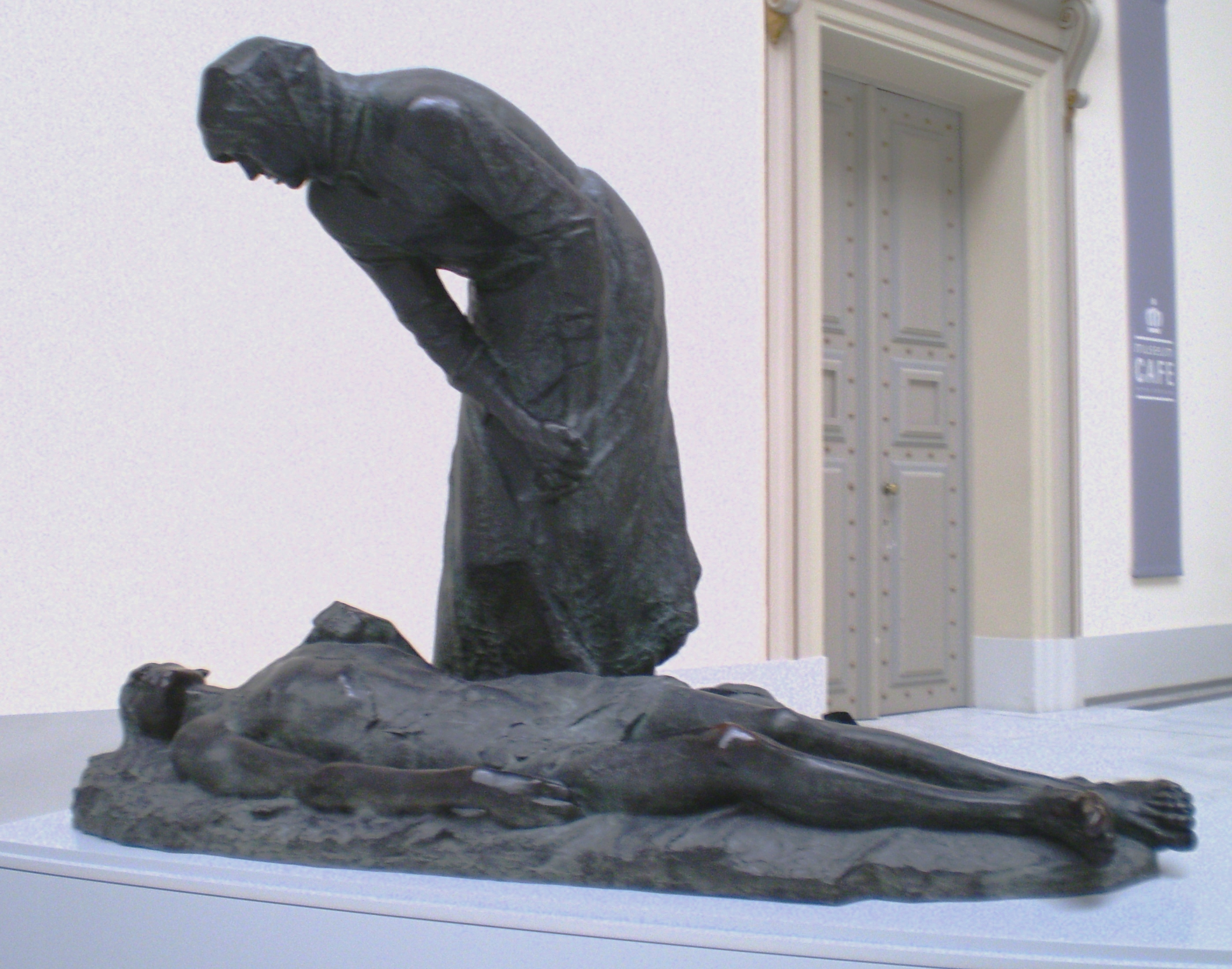
Le Grisou